# Vojenský technický ústav elektroniky

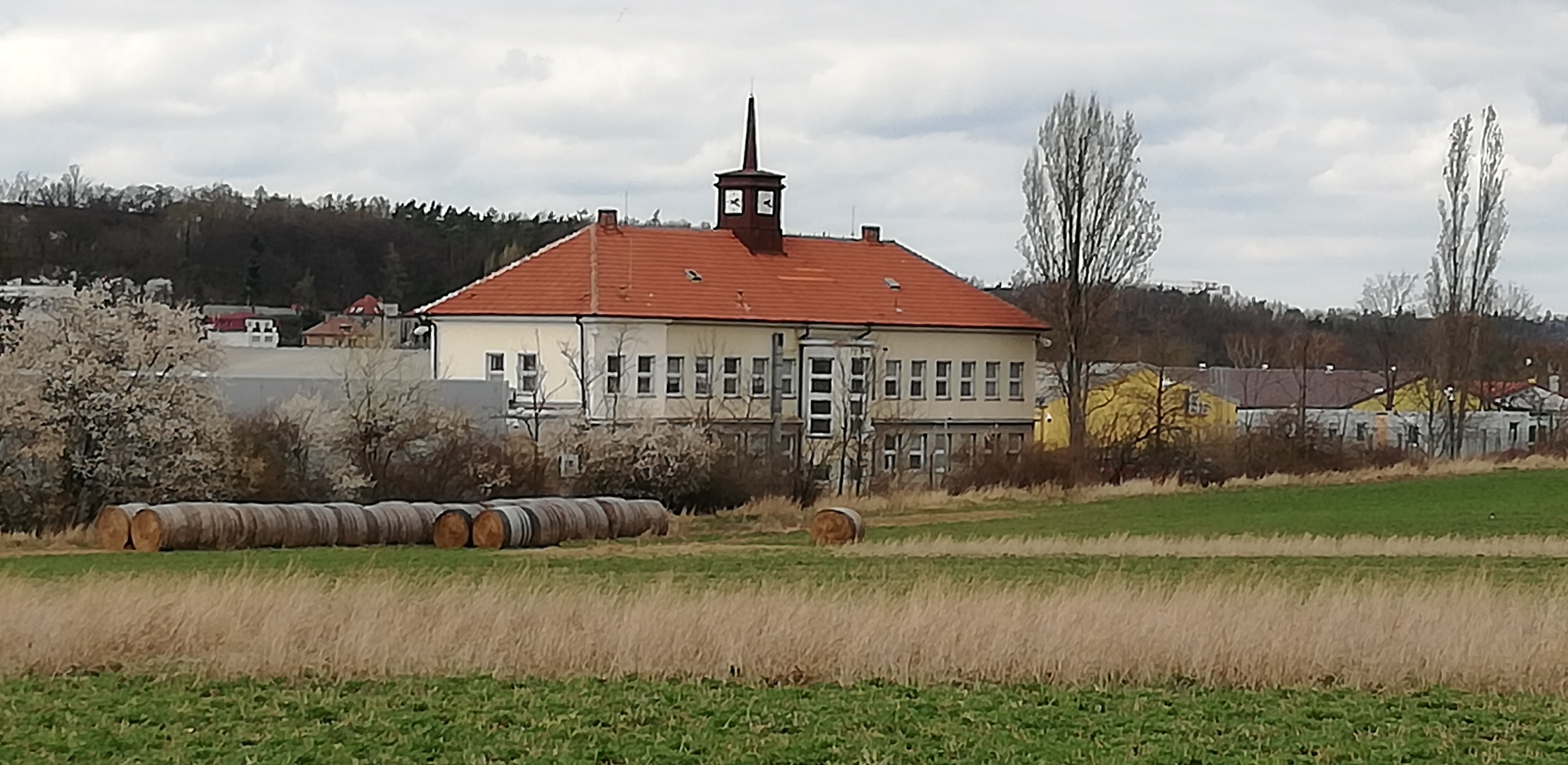
Budova tzv. „Zámečku“ v areálu Vojenského technického ústavu elektroniky Praha

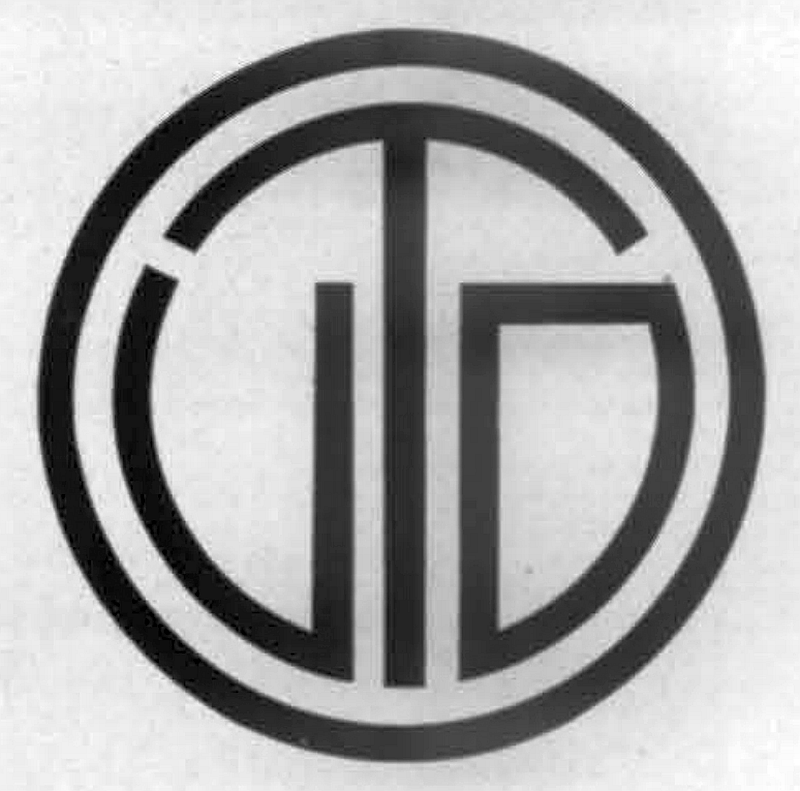
Znak Vojenských telegrafních dílen (VTD) užívaný mezi léty 1924 až 1939

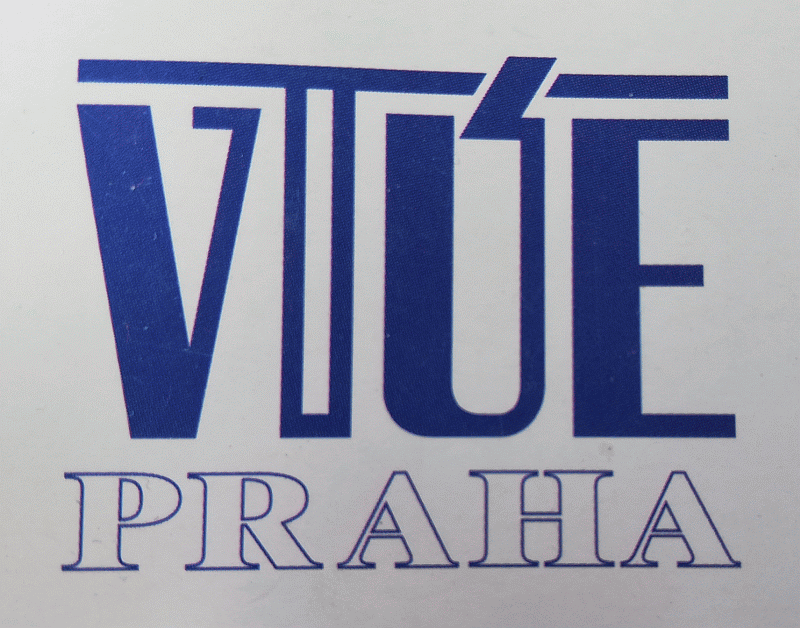
Logo Vojenského technického ústavu elektroniky Praha (2004)

Výzkumný ústav 060 (VÚ 060) neboli Vojenský technický ústav elektroniky (VTÚE) byl podstatnou součástí procesu vzniku a rozvoje vojenské elektroniky pro armádu Československé republiky a poté České republiky. Počátek etapy předcházející historii jeho vzniku navazoval na vznik československého spojovacího vojska (již v roce 1917). Vycházel z dlouhé tradice předválečných Vojenských telegrafních dílen (VTD) v Praze, které v třicátých letech dvacátého století po celé období trvání ČSR položily pevné základy pro poválečný rozvoj československé vojenské elektroniky. V poválečné době byly institucionálně nositeli rozvoje československé vojenské elektroniky organizace – předchůdci VÚ 060, jejichž název se postupně několikrát změnil. Název Výzkumný ústav 060 (od roku 1960) prošel po dobu své historie rovněž mnoha změnami až po poslední název Vojenský technický ústav elektroniky Praha (VTÚE Praha) (před zánikem ústavu v roce 2004).
Po celou dobu svého trvání VÚ 060/VTÚE zajišťoval pro československou armádu (poté pro AČR) vojenské elektronické systémy a zařízení (včetně různých speciálních systémů a prostředků) jak vlastním výzkumem, vývojem a v některých případech i výrobou (malosériovou), tak i řízením a koordinací příslušných výzkumných, vývojových a výrobních programů v československém průmyslu. V předválečné a těsně poválečné době byla československá vojenská elektronika představována převážně komunikačními (dříve spojovacími) zařízeními a prostředky, v následujících letech postupně přibývaly zařízení a prostředky dalších odvětví elektroniky.
VÚ 060/VTÚE byl součástí komplexní výzkumné a vývojové základny armády pod správou ministerstva obrany (dříve ministerstva národní obrany, MNO), která dále zahrnovala organizace s odbornostmi pokrývajícími obory techniky letectva a protivzdušné obrany (PVO), dělostřelecké techniky, tankové techniky, ženijní techniky, techniky chemického vojska, automobilní techniky a další.

## Historie

### Počátky a podmínky pro další rozvoj
Tak jako jinde ve světě, byly i ve vzniklé samostatné Československé republice (jinak také první republice) počátky vojenské elektroniky představovány oborem vojenských komunikací (tehdejšího vojenského telegrafního a telefonního spojení, realizovaného dobovými technickými prostředky vznikajícího spojovacího (tehdy telegrafního) vojska. Nositelem a hybatelem rozvoje národních vojenských komunikačních prostředků pro čs. brannou moc (v té době název čs. ozbrojených sil) byly Vojenské telegrafní dílny (VTD). Po bohaté prehistorii zahájily svou činnost v květnu 1923. Přes skrovné začátky vznikl na základě výnosu MNO z VTD útvar, jehož význam v dalším značně přesahoval obvyklý obsah skromného pojmu „dílny“ v názvu organizace. Široký záběr zahrnoval vlastní vědecko-výzkumnou činnost, vývoj i tovární výrobu komunikačních prostředků telegrafního vojska armády meziválečné ČSR.
V ČSR zpočátku neexistovaly žádné podniky zabývající se vývojem a výrobou vojenských spojovacích ani jiných elektronických systémů a zařízení. V období Rakousko-Uherska byla výroba tehdejších rádiových stanic soustředěna ve Vídni, v pobočkách německých průmyslových firem Lorenz AG a Telefunken GmbH/AG. V tehdejším čs. průmyslu se podnik, který by mohl převzít vývoj a výrobu vojenských elektronických prostředků nenašel, tak v této situaci zavedly VTD vlastní vývoj a výrobu aktuálně potřebných zařízení, včetně radiotechnických součástek (kondenzátorů, rezistorů, indukčních cívek atd.). Výjimkou byly elektronky, jejichž výroba byly osvojena v pražském hloubětínském podniku Elektra.
Organizačně byly VTD rozděleny do tří laboratoří a čtyř výrobních oddělení (montážního, mechanického, zámečnického a truhlářského). Základním východiskem pro tvůrčí činnost VTD byla práce oddělení laboratoří, kde se prováděly náročné analytické a experimentální práce, navrhovaly a rozpracovávaly se nové vzory spojovacích prostředků a přístrojů, navrhovala se zdokonalení již zavedených a provozovaných prostředků a uskutečňovala se měření, bez kterých se VTD, ani provozovatelé v telegrafním vojsku nemohli obejít. Právě laboratoře VTD byly faktickými předchůdci výzkumných a vývojových pracovišť VÚ 060 / VTÚE Praha. Velkým úsilím dělného kolektivu VTD se podařilo v krátké době založit a zahájit samostatnou a nezávislou československou výrobu tolik potřebných rádiových stanic. Produkce z VTD se vlastnostmi a kvalitou vyrovnala prvotřídním zahraničním (tehdy především francouzským, anglickým a německým) výrobkům příslušných druhů.

### Předválečné období (raná historie) a práce pro čs. armádu první republiky
Z prehistorie VTD měla již od listopadu 1918 velký význam činnost tzv. Telegrafní setniny (poté s názvem Telegrafní rota č. 13) sídlící nejdříve v kasárnách Na Újezdě, potom v kasárnách Na Pohořelci. Zajistila soustřeďování a třídění spojovacích prostředků zbylých po rakousko-uherské armádě. Z nich byla vytvořena telefonní síť pro ministerstvo národní obrany a další důležité instituce s ústřednou na Pražském hradě. Telegrafními a telefonními prostředky byla vybavována vojska přesouvaná na Slovensko i útvary a jednotky na území Čech a Moravy. Sedmičlenná studijní komise odborníků, vytvořená v listopadu 1921, byla faktickým původním počátkem výzkumné a vývojové činnosti pozdějších VTD. Zásadní význam v činnosti komise mělo zahájení vývoje nové zákopové rádiové stanice TRD 1, jejímiž řešiteli byli kpt. Dr. Ing. Otto Tomský (stal se ředitelem VTD), npor. Karel Deyl (absolvent Vysoké školy radiotelegrafní v Paříži, který se stal zakladatelem a vedoucím laboratoří VTD) a kpt. Ing. Jan Racek (stal se zakladatelem a vedoucím výroby VTD). Rádiová stanice byla hned úspěšně nasazena na vojenských manévrech v prostoru Poličky. V ničem neustupovala obdobným zahraničním vzorům.
Trojice osobností Tomský – Deyl – Racek poté v historii VTD sehrála nezastupitelnou roli. Dalším pokračovatelem se stal vynikající vědecký pracovník Dr. Ing. Bedřich Goldschmied, který se stal vedoucím laboratoří VTD později. Ve své důležité práci pokračoval i v poválečném období. Jako člen ČSAV ještě potom sehrál rozhodující roli při koncipování fyzikálních pracovišť nově zřizované Československé akademie věd v roce 1952.
Za zmínku stojí skutečnost, jak tehdejší čs. armáda myslela na svého vrchního velitele. V roce 1924 byla ve VTD vyrobena speciální osmilampová rádiová stanice se superheterodynním přijímačem, tehdy v ČSR prvním svého druhu. Ta byla velením armády předána prezidentovi T. G. Masarykovi jako dar čs. branné moci k Novému roku. Byla stylově provedena v leštěné mahagonové skříni se zlaceným kováním. Za příznivých podmínek umožňovala i příjem amerických rozhlasových stanic.
Reálné výsledky činnosti VTD, zhmotnělé v zařízeních zaváděných do čs. armády, byly mimořádně přesvědčivé. Ve svých laboratorních provozech začaly VTD zaměstnávat také externí erudované matematiky a fyziky. Rozvinula se i oboustranně přínosná spolupráce VTD s vysokými školami. Když se v říjnu 1926 přestěhovaly z pohořeleckých kasáren do velkých prostor nových budov kasáren v Praze-Kbelích, mohla se výroba nových spojovacích prostředků rozjet na plné obrátky. Z hlediska vojenských komunikací úspěšné výsledky práce VTD pozvedly tehdejší čs. branné síly na úroveň vyspělých evropských armád.
Vzrůstající požadavky na výrobu vojenských spojovacích prostředků si postupně přece jen vynutily zapojení tehdejšího československého průmyslu do výroby radiotechnických součástek i dalších komponent elektronických zařízení. To iniciovalo a stimulovalo rozvoj čs. národního slaboproudého průmyslu a napomohlo růstu jeho rozsahu a kvality produkce. Z podniků, které patřily k nejvýznamnějším uveďme alespoň firmy Microphona, Telegrafia a Radioelektra.
Vznikem VTD byla fakticky zahájena historie čs. vojenské elektroniky. Až do hořkého konce československého státu v roce 1939 to byly VTD, které byly významným a důstojným nositelem pokroku v této, pro ČSR nově vzniklé, oblasti československého vojenství.

### Období druhé světové války
Mnichovská kapitulace, rozbití Československé republiky a okupace území státu německou nacistickou armádou nadlouho přerušila a fakticky ukončila úspěšnou činnost výzkumu a vývoje čs. národní vojenské elektroniky ve VTD. Po vytvoření Protektorátu Čechy a Morava v březnu 1939 byl výzkumný, vývojový a výrobní potenciál VTD násilně podřízen účelům výroby vojenských zařízení ve prospěch hitlerovského Wehrmachtu. V době války musely VTD i podniky čs. elektrotechnického průmyslu zaměřit využívání svých vývojových a výrobních kapacit na podporu vojenské mašinérie nacistického Německa. VTD byly nejprve přejmenovány na Telegrafe Werkstaten a později začleněny do říšského válečného průmyslu jako Ostmarkwerke Prag-Gbell. To však nikterak nemůže zastínit světlé stránky a obrovský přínos prvorepublikových VTD pro bojovou sílu čs. armády a pro Československou republiku. Ostatně opravdové vlastenectví příslušníků VTD březnem 1939 neskončilo (viz níže).
V období německé okupace státu probíhala v bývalých VTD výroba i podle německé dokumentace. Tak se například vyráběly malé rádiové stanice s ručním pohonem zdrojů, nabíjecí soupravy, měřící přístroje atd. Ve velkém rozsahu se také vyráběly křemíkové krystaly udávající a stabilizující kmitočet v oscilátorech různého určení.
Ještě je nutné uvést skutečnost, že technika telegrafního vojska čs. armády se stala významnou kořistí Wehrmachtu. I když rozsah a počty prostředků čs. armády nelze srovnávat s obdobnými ukazateli německých ozbrojených sil, byla výzbroj a technické prostředky, které spadly okupací Wehrmachtu „do klína“ pro jeho další válečné plány nezanedbatelným posílením. Celková hodnota výzbroje a výstroje čs. armády, která byla Německu předána činila 24 416 milionů korun. Z toho spojovací materiál představoval hodnotu 372 milionů korun, tedy pouhých 1,52 % celkové hodnoty ukořistěného materiálu.
Nezanedbatelná část pracovníků bývalých VTD se v době okupace státu zapojila do protifašistického odboje. Původně štábní kapitán a nakonec plukovník Dr. Ing. Otto Tomský, ředitel VTD po celou dobu jejich existence, prošel terezínským ghettem a při věznění v koncentračním táboře Osvětim II-Birkenau v březnu 1944 zahynul v plynové komoře. V několika koncentračních táborech byl vězněn i výše zmíněný Dr. Ing. Bedřich Goldschmied. Smutný osud potkal řadu zatčených pracovníků. Gestapo pozatýkalo i členy ilegální skupiny LÍPA, v níž byli mnozí bývalí pracovníci VTD.

### Poválečné období
V době druhé světové války logicky došlo k prudkému rozvoji elektroniky, včetně několika oblastí vojenské elektroniky. Jednou z hlavních oblastí s nesmírně rychlým rozvojem byla technika a technologie vojenských komunikací, která byly v předválečné době náplní práce VTD. Vzhledem k německé okupaci státu a velmi těžkému válečnému stavu státu, ztratila většina bývalých odborníků VTD se silným vzestupem vojenské elektroniky kontakt. Ve snaze navázat na tradici předválečných VTD byly v červenci 1945 Vojenské telegrafní dílny formálně obnoveny. Vedle toho byl vytvořen tzv. Vojenský slaboproudý ústav, který přetrval pouze do jara 1946.
Základem výstavby poválečné čs. armády byly jednotky 1. čs. armádního sboru zformovaného v SSSR, vybavené sovětskými technickými prostředky. V letectvu to byli především příslušníci českých perutí britského Královského letectva, jejichž jednotky byly vybaveny britskými technickými prostředky, dílem také příslušníci 1. smíšené letecké divize z SSSR. Vedle toho zůstalo na československém území velké množství technických prostředků po poraženém německém Wehrmachtu. Z československých pracovišť, které se zabývaly výzkumem a vývojem elektronických prostředků, byly v poválečném státě jen zbytky.
Jako součást modernizačních snah v čs. armádě došlo 13. července 1945 ke změně názvu druhu vojska a z telegrafního vojska se stalo spojovací vojsko čs. armády. Technická základna pro jeho poválečné budování byla v základě dána zbrojní výrobou průmyslu bývalého Protektorátu Čechy a Morava. Německá konstrukční škola, která byla i na území československého státu na vysoké odborné úrovni a využívala tehdy nejnovější technologie, spolu s tradicí předmnichovských VTD, odstartovala již po květnu 1945 bouřlivý rozvoj národních spojovacích prostředků. Bylo tomu tak i přestože hlavním úkolem bylo zpočátku uvádění do provozu německé kořistní spojovací techniky. Výborní čs. konstruktéři, kteří dříve nuceně pracovali na válečné výrobě, dali pod vlivem německé konstrukční školy vzniknout nové generaci čs. poválečných spojovacích prostředků (např. rádiových stanic RF-11, RO-21 a RM-31). Počátkem padesátých let bylo na různém stupni vývoje a přípravy k sériové výrobě na 17 typů rádiových stanic.

#### Rozdrobený rozvoj a neujasněná koncepce
Z oblasti vojenské elektroniky se odborníci a ostatní pracovníci bývalých organizací výzkumu a vývoje spolu se zbytky výbavy pracovišť postupně soustředili a organizačně včlenili do II. odboru (elektrotechnického, vzniklého z Vojenského slaboproudého ústavu) jako součásti Vojenského technického ústavu Praha (předtím to byl Vědecký technický ústav v Praze). Ten, kromě II. odboru zahrnoval I. odbor (výzbroje), III. obor (motorizace), IV. odbor (chemických zbraní) a V. odbor (ženijní a strojní). Díky úsilí pracovníků II. odboru se rozběhla efektivní odborná činnost. Velký význam měla například činnost radiolokačního pracoviště na pražské Ořechovce. Pomohla vybavit a vyškolit příslušníky prvních jednotek protivzdušné obrany kořistními německými radary, které se jim předtím podařilo uvést do provozu.
Vznik II. odboru VTÚ Praha byl spojen s faktickým zánikem Vojenských telegrafních dílen v jejich krátké poválečné historii. Odboru podléhala tři pražská odborná pracoviště. Pracoviště Kbely, kde byla konstrukce a výrobní dílny (včetně výroby radiotechnických součástek), zaměřené na oblast rádiových stanic a techniky telefonních komunikací. Pracoviště Jenerálka s výzkumem a vývojem speciálních elektronických prostředků pro zbraňové systémy, systémy nočního vidění (noktovize) a jiné, výzkumem, vývojem i výrobou vakuových elektronek pro velmi vysoké kmitočty (magnetrony a klystrony pro radiolokátory), obrazovek a televizních snímacích elektronek, a rovněž výzkumem a vývojem speciálních analogových počítačů pro potřeby armády. Třetí pracoviště – Ořechovka specializované na radiolokační techniku (přehledové a střelecké radiolokátory) s širokým rozmachem činnosti jeho pracovníků. Odborníci tohoto pracoviště, vedle vlastního výzkumu a vývoje, již od roku 1947 přednášeli radiolokaci na ČVUT Praha, kde pomohli založit radiolokační specializaci (později byla převedena na fakultu radiotechniky v Poděbradech). Po vzniku Vojenské akademie v Brně pomohli založit radiolokační obor i tam.
Činnost uvedených pracovišť již byla úzkou spoluprací propojena s řadou průmyslových podniků, zejména s již tehdy existujícími podniky Tesla (např. v Praze Tesla Karlín a Strašnice, v Kolíně, Valašském Meziříčí apod.). Do spolupráce se zapojila celá řada zkušených i začínajících inženýrů. Vzrostla dynamika řešení výzkumných a vývojových projektů a zrychlila se jejich realizace v čs. průmyslu.
Při rychlém rozvoji výzkumu a vývoje pro potřeby čs. armády došlo v řízení ze strany všezahrnujícího Vojenského technického ústavu Praha k odtržení jeho práce od reálných potřeb vojsk, což přivedlo k radikální decentralizaci výzkumné a vývojové základny. Odbory ústavu byly zrušeny a z jednotlivých organizací se stala výzkumná a vývojová pracoviště příslušných druhů vojsk nebo správ ministerstva národní obrany.
V roce 1954 byla ve výzkumné a vývojové základně MNO provedena reorganizace. Výzkumné spojovací středisko Kbely (oficiálně od listopadu 1956 s obnovením vývoje) bylo podřízeno spojovacímu vojsku a např. radiolokační pracoviště Ořechovka bylo jako výzkumné zkušební středisko podřízeno dělostřelectvu. V roce 1957 vedl Výzkumné spojovací středisko Kbely podplukovník Ing. Boris Malák.

#### Vznik Výzkumného ústavu 060
Po uvedených reorganizačních změnách byl koncem roku 1958 z původních výzkumně-vývojových středisek vytvořen Vojenský elektronický ústav Praha, který byl v podřízenosti zástupce náčelníka generálního štábu pro technické věci. Ten pak byl k 1. říjnu 1960 přejmenován na Výzkumný ústav 060 se zkráceným označením VÚ 060. Prvním náčelníkem Výzkumného ústavu 060 se stal plukovník Ing. Boris Malák. V květnu 1961 došlo k redislokaci VÚ 060 ze Kbel do Jinonic v Praze. Začalo dlouhé, hodnotnou prací naplněné, období historie ústavu. Vznik ústavu, jako jediné reprezentativní organizace pro vojenskou elektroniku v resortu obrany, zdůraznil význam elektroniky pro moderní armádu. Reagoval na její rychlý systémový i technologický rozvoj a skutečnost jejího rychlého pronikání do všech oborů vojenské techniky.

### Období ČSLA

#### Vznik ČSLA a změna situace po vzniku organizace Varšavské smlouvy
Československá armáda započala pod novým názvem Československá lidová armáda (ČSLA) svoji existenci od června 1954. V následujícím roce (v květnu 1955) se usnesením „O vytvoření Spojeného velení ozbrojených sil států zúčastněných na Smlouvě o přátelství, spolupráci a vzájemné pomoci“ vytvořila organizace Varšavské smlouvy jako politicko-vojenská organizace evropských socialistických států a protiváha Severoatlantické aliance – NATO, jako euroatlantického mezinárodního vojenského paktu, k jehož vzniku došlo již v dubnu 1949. Vznik organizace Varšavské smlouvy se fakticky stal předzvěstí konce pro většinu čs. národních výzbrojních projektů. I v oblasti spojovacích a jiných vojenských elektronických prostředků pro čs. armádu nastával stav podřízenosti národních vývojových a výrobních organizací tvrdým požadavkům na unifikaci výzbroje a vojenské techniky spojeneckých ozbrojených sil. V širším měřítku vznik organizace Varšavské smlouvy zahájil novou kapitolu vývoje ČSLA. Nezapomínejme, že v tehdejším době se hlavním prostředkem vedení války ve světě staly jaderné zbraně. Protože čs. armáda nebyla na tuto skutečnost připravena, vyžádal si i tento faktor náročné přezbrojování.
Níže se uvádí charakteristika období ČSLA podle hlavních oborů profilujících činnost ústavu v dané době.

#### Obor vojenských komunikačních systémů a zařízení
Zpočátku se situace v technických prostředcích vojenských komunikací vyznačovala koexistencí prostředků získávaných osvojováním licenční výroby sovětských produktů (především rádiových stanic) a dosti širokého spektra produktů z původního čs. výzkumu a vývoje. Poté se v praxi nová situace související s trendem tuhé unifikace po vzniku organizace Varšavské smlouvy začala projevovat postupným útlumem vývoje spojovacích prostředků, zejména rádiových stanic čs. konstrukční školy. Po nějakou dobu se ještě zabezpečovalo krátkovlnné (KV) rádiové spojení rádiovými stanicemi (menšího výkonu) čs. konstrukce a vedle řady sovětských velmi krátkovlnných (VKV) rádiových stanic taktického stupně se dále používaly čs. VKV rádiové stanice pro spojení na stupni rota.

##### Úspěšný vývoj národních prostředků radioreléových komunikací
V dalším období se čs. národní koncepce po vzniku organizace Varšavské smlouvy v poměrně širokém měřítku zachovala pouze v oboru radioreléového spojení (tehdy by rozšířen pojem směrové spojení). V tomto oboru velmi perspektivních vojenských komunikací byla dosti specifická situace. Díky vynikajícím českým rádiovým výzkumným pracovníkům a konstruktérům Dr. Augustinu Ditlovi, již výše zmíněnému Dr. Ing. Bedřichu Goldschmiedovi a panu Josefu Ženíškovi z dřívějších VTD, zachytila čs. vojenská radiotechnika včas trend rozvoje radioreléových spojovacích prostředků a s využitím znalostí a osobních zkušeností s vývojem výborných německých radioreléových stanic v pásmu decimetrových rádiových vln (německá radiotechnika a její vývojový a výrobní koncern Lorenz AG zde značně předběhla ostatní vyspělé státy ve světě) rychle osvojovali výrobu i zavádění prostředků radioreléového spojení do čs. armády.

##### Z dalších národních prostředků spojovacího vojska ČSLA
Reálné výborné dosahované výsledky (více o tom v kapitole Hlavní výsledky a přínosy) pomohly ještě dlouhou dobu udržet obor čs. národních vojenských radioreléových komunikací „nad vodou“ i v podmínkách Varšavské smlouvy. Vhodné kombinace technických prostředků dovážených z členských zemí organizace Varšavské smlouvy s čs. národními prostředky se dařilo zajišťovat v nových velkých a nákladných převozných soupravách spojovacích uzlů divize (SUD), armády (SUA) a frontu (SUF), které zabezpečovaly místní i dálkové utajené spojení v místech velení a byly do čs. armády zaváděny od roku 1963.

#### Počátky rozvoje nového oboru – automatizace velení a řízení
Relativně samostatnou tematiku tvoří elektronika systémů a prostředků automatizace velení a řízení. V čs. resortu obrany se začala prosazovat od poloviny padesátých let minulého století. V počátečních etapách byl proces automatizace vcelku logicky zaměřen na práci s informacemi v orgánech a pracovištích MNO. Teprve později (kolem roku 1960) se začalo uvažovat o možnosti využití tehdejších prostředků výpočetní techniky (založených převážně na děrnoštítkové technologii) pro polní činnost velitelů a štábů. Významnými pracovišti byly jinonický Výzkumný ústav 060 (v technickém směru) a Středisko mechanizace a automatizace v Praze-Braníku (pracoviště spíše provozního charakteru, z kterého později vznikl Výzkumný ústav 401). Při Vojenské akademii v Brně byla také vytvořena speciální katedra pro vojenskou výpočetní techniku. Prvními zavedenými počítači byly sovětský MINSK-21 a československý (tehdy ještě elektronkový) univerzální počítač EPOS 1.
Vývoj systémů a prostředků automatizace velení vojskům v organizaci Varšavské smlouvy byl předznamenán tím, že v květnu 1964 byl zadán vývoj rozsáhlého sovětského systému automatizovaného velení vojskům frontu, probíhající poté dlouhá léta jako velmi rozsáhlý projekt „Maněvr“ ve dvou provedeních systému pro operační a pro taktický stupeň velení. Od systému taktického stupně byla později odvozena verze pro spojenecké armády Varšavské smlouvy, známá jako polní automatizovaný systém velení vojskům „PASUV“. ČSLA byla jednou z armád, do které byly později vybrané podsystémy taktické verze PASUV v omezeném rozsahu zaváděny.
Pro koordinaci v rámci tehdejších spojeneckých vojsk bylo ve Varšavské smlouvě zahájeno zavádění polního automatizovaného systému velení vojskům (PASUV – polevaja avtomatizirovannaja sistěma upravlenija vojskami) sovětské výroby, přednostně PASUV taktického stupně velení. Souběžně byl ve vývoji PASUV operačního stupně velení a již se připravovaly dodávky modernizovaného PASUV taktického stupně velení. Záměrem bylo zajištění jednotného, unifikovaného komplexu automatizačních prostředků v bojových obrněných vozidlech schopného plnit tehdejší požadavky na velení vojskům v armádách Varšavské smlouvy. Program byl řízen a koordinován mezinárodní organizací INTER-ASU.
V bývalé ČSLA byl PASUV používán pouze v rámci ověřovacího provozu u 1. tankové divize (Slaný) od 1. června 1986. Systém byl zařazen u velitelství svazku, tankových pluků, motostřeleckého pluku, dělostřeleckého pluku, spojovacího praporu a baterie velení a dělostřeleckého průzkumu. K jeho zavedení k ostatním vševojskovým svazkům nedošlo.
Systém PASUV představoval polní automatizační komplex sovětské provenience, který byl umístěn v obrněných vozidlech a umožňoval provoz a komunikaci mezi vozidly i během přesunu. Byl využíván k řešení komplexních úloh technického zabezpečení bojových sil armády a používal se až do roku 1989. V rámci systému se počítalo s využíváním speciálních vozidel, rozmístěných na velitelském stanovišti divize, vševojskových pluků a dělostřeleckého pluku.
Systém sestával ze tří součástí: vševojskového podsystému, podsystému raketového vojska a dělostřelectva (RVD) a podsystému protivzdušné obrany (PVO) a letectva. Na velitelském stanovišti svazku se počítalo s vozidly všech tří podsystémů, která ke své činnosti měli využívat: v rámci vševojskového podsystému – velitel (MP-21M), zástupce velitele (MP-21M), náčelník štábu (MP-21M), náčelník chemického vojska (MP-21M2) a zpravodajský náčelník (MP-21M3), společně se speciálním vozidlem BETA-3M pro počítačový systém; v rámci podsystému RVD – náčelník RVD (MP-24M), náčelník štábu RVD (MP-24M1), společně se speciálním vozidlem BETA-3M pro výpočetní techniku; v rámci podsystému PVO a letectva – náčelník PVO (MP-22), náčelník skupiny bojového velení letectva (MP-23), společně se speciálním vozidlem MP-25 pro sběr radiolokačních informací.
Celkově se jednalo o 12 vozidel, využívajících prodlouženého podvozku obrněného transportéru MT-LB. Na velitelském stanovišti tankových a motostřeleckých pluků se uvažovalo o nasazení v rámci vševojskového podsystému vozidel MP-31 (na podvozku BVP-1) pro velitele a náčelníka štábu, společně s vozidlem MP-24M2 (na podvozku MTLBu) pro náčelníka dělostřelectva v rámci podsystému RVD. U dělostřeleckého pluku se předpokládalo využívání vozidla MP-24M2 pro velitele a MP-24M1 pro náčelníka štábu (obě vozidla na podvozku MTLBu). Celkově mělo být u divize provozováno 26 specializovaných vozidel.
S časovým překrytím a mírným časovým posuvem se pod vedením sovětských vojenských orgánů za účasti zástupců armád členských zemí Varšavské smlouvy řešil program nového polního automatizovaného spojovacího systému PASS (polevaja avtomatizirovannaja sistěma svjazi). Ve VÚ 060 byla práce na programu PASS obsahem projektu „OSNOVA“.
V ČSLA byl na začátku sedmdesátých let minulého století (ve spolupráci s průmyslem) podniknut celkem nezdařilý pokus o využití prvků národní komerční počítačové techniky pro velení vojskům v polních podmínkách. Na bázi komponent sálové výpočetní techniky z výroby ZPA Čakovice byla ve spolupráci s čs. průmyslem v dnes neuvěřitelném provedení vytvořena souprava převozného počítače „PŘÍPRAVA-II“. Soupravu tvořily čtyři návěsové automobily o délce 14,5 m a k tomu ještě dva terénní nákladní automobily Praga V3S s elektrocentrálami pro napájení celého komplexu. To vše se uplatnilo pouze na několika cvičeních tehdejšího Západního vojenského okruhu, při prováděných výpočtech pro operační úkoly okruhu, zejména v oblasti týlového (logistického) zabezpečení.
Efektivní používání výpočetní techniky v armádě nebylo možné bez technických prostředků pro přenos dat, podle tehdejších požadavků již se spolehlivým utajením obsahu přenášených informací. Čs. armáda neměla v době počátků používání počítačů pro vojenské účely zavedené žádné vojenské prostředky pro přenos dat, tím méně pro utajený přenos dat. Pro experimentální ověřování se pro armádu kupovaly vzorky zahraničních komerčních zařízení přenosu dat. Pro zajištění přenosu dat v důležitých stacionárních systémech armády se v 70. letech minulého století používala vybraná zahraniční komerční zařízení z dovozu. Například v orgánech velení protivzdušné obrany státu (PVOS) to byla komerční zařízení dodaná z NDR, která však rychle zastarala a stále méně vyhovovala uživatelským potřebám (o to více, že nebyla schopná zajistit utajení přenášených dat).
Jak vyplývá z výše uvedeného, velením armády byl v té době rozvoj automatizace velení zaměřen na import prostředků polního automatizovaného systému velení vojskům „PASUV“ ze Sovětského svazu. Počítalo se s tím, že pokryje i potřeby čs. armády v utajeném přenosu dat pro velení vojskům, ač ve skutečnosti byly prostředky přenosu dat v „PASUV“ specifickou integrovanou součástí systémů pevně zabudovaných v pásových obrněných vozidlech a platila pro ně zvláštní omezení vývozu mimo SSSR. S tehdejší Správou spojovacího vojska Generálního štábu dlouhodobě existoval konflikt VÚ 060 o dalším směřování – uspokojením potřeby systému utajeného přenosu dat v čs. armádě vlastním (národním) vývojem a výrobou, nebo nejasným, nejistým a navíc ekonomicky nevýhodným importem tehdy v podstatě neznámých a velmi specifických prostředků z SSSR, úzce účelově zaměřených na provoz v komplexech „PASUV“ v dodávaných pásových obrněných vozidlech.
Pro naléhavou potřebu nových souprav utajeného přenosu dat především ve vojsku protivzdušné obrany státu (PVOS) se nakonec sériové výroby čs. vojenských souprav s kódovým názvem „PÁSKA“ vyvinutých ve Výzkumném ústavu 060 ujal renomovaný výrobní podnik Metra Blansko, schopný zajistit také velmi citlivou a náročnou výrobu šifrovacího zařízení (s kódovým názvem „PAŠA“ a „PAŠA-M“), které bylo součástí soupravy „PÁSKA“.
Vstupními a výstupními datovými zařízeními byly tehdy děrnopáskové a magnetopáskové jednotky, pro výstup dat též řádková tiskárna (byla to zařízení z nomenklatury Jednotného systému elektronických počítačů – JSEP). Úpravy provedené v soupravě „PÁSKA“ poté umožnily on-line provoz s počítačem ADT-4500 (ZPA Čakovice) zabudovaným ve skříňové karoserii vozidlové soupravy mobilního počítače „MOMI-2“. Na rozdíl od výše uvedené obludné soupravy převozného počítače „PŘÍPRAVA-II“, byla souprava „MOMI“, a její dokonalejší verze „MOMI-2“ a „MOMI-3“, vybavená komponentami kompletu „PÁSKA“, již zcela reálným a v armádě využívaným čs. národním polním prostředkem automatizace velení a řízení. Veliteli a štáby byl obzvlášť ceněný zejména pro zajištění možnosti jejich práce jak na operačním, tak i na operačně-taktickém stupni velení s jednotnými společnými informacemi.
V mobilní (vozidlové) verzi se zástavbou do skříňové karoserie terénního automobilu Praga V3S vyráběl pod řízením VÚ 060 Praha soupravy „PÁSKA“ s označením ZPD 4800 Opravářský závod 064 Hradec Králové (OZ 064), který byl podřízen Správě spojovacího vojska generálního štábu. Mobilní soupravy přenosu dat ZPD 4800 zabezpečovaly mj. pravidelné relace přenosu dat mezi výpočetními středisky velitelství Západního vojenského okruhu Tábor a generálním štábem Praha.
Velmi významné pro armádu i pro export čs. výrobků do zahraničí bylo začlenění systémových komponent soupravy „PÁSKA“ do sestavy pasivního radiotechnického pátrače PRP2 (KRTP-81) „RAMONA“ (předchůdce modernějšího světově proslulého pasivního radiotechnického pátrače KRTP-86 „TAMARA“). Komponenty soupravy „PÁSKA“ zajišťovaly přenos dat mezi vyhodnocovacími pracovišti radiotechnického pátrače (vybavenými pátracím a sledovacím zařízením) a pracovišti s velkoplošným zobrazovacím a kreslícím zařízením „PLANŽET“. Přenosy se uskutečňovaly po okruzích radioreléových spojů vytvářených radioreléovými stanicemi MT15 (MT31) z výroby pražské Tesly Hloubětín.
Ve VÚ 060 byla zpracována koncepce řešení celé soupravy pro utajený přenos dat „PÁSKA“ (včetně „hotových“ zařízení, nakupovaných a včleňovaných do soupravy), byly vypracovány veškeré podklady a dokumenty pro zahájení a uskutečnění výzkumných prací a vývoje zařízení M4T257 (koncového zařízení přenosu dat KZPD), M4T258 (šifrovacího zařízení „PAŠA-M“) a M4T264 (zařízení linkové výbavy) realizovaného v ústavu. Na pracích projektu „PÁSKA“ se v jednotlivých etapách ve VÚ 060 podílely útvary technického rozvoje, laboratorních oddělení, konstrukce  a prototypových dílen. Výzkumné práce a vývoj hlavního zařízení soupravy – KZPD probíhal zhruba v letech 1969 až 1973.
Byl to příklad „vítězství“ čs. národní orientace ve významném projektu, což znamenalo značný přínos nejen pro uspokojení potřeb čs. armády, ale ve značné míře i pro rozvoj a zachování schopností řešení náročných vojenských zakázek v čs. národním obranném průmyslu. Neocenitelné byly také zkušenosti, které získal VÚ 060 v projektu „PÁSKA“ při řízení a praktickém uskutečňování celého cyklu, tj. výzkumu a vývoje ve VÚ 060 – přípravy výroby v čs. průmyslu – sériové výroby – zavedení a provozu u vojsk, včetně zástavby mobilní soupravy ZPD 4800 do vozidel.

#### Výzkum a vývoj systémů československého radiotechnického průzkumu
Činnost Výzkumného ústavu 060 je nerozlučně spjata s výzkumem a vývojem čs. národních (pasivních) elektronických pátračů radiotechnického průzkumu, a to především z hlediska počtu a mimořádné odborné kvalifikace vynikajících odborníků VÚ 060 zapojených do výzkumu a vývoje, ale i z hlediska doby, kdy byla řešitelská pracoviště přímo organizačně včleněna do struktury ústavu. Problematika pasivních radiotechnických pátračů, které vykonávají funkce detekce a průzkumu vzdušných cílů, je natolik specifická a náročná, že se jejím řešením zabývá velmi omezený okruh mimořádně vyspělých vědecko-technických pracovišť ve světě. Československo mělo to štěstí, že se v ní našli lidé, kteří se mohli stát nositeli jak vědeckého řešení principů daného oboru, tak i jeho převádění do reálných produktů pokročilé vojenské elektroniky založených na používání tzv. časoměrně-hyperbolického principu. Pro tuto oblast byla založena vysoce specializovaná vědecko-výzkumná a vývojová pracoviště v pražském Výzkumném ústavu 060 a nové Výzkumné pracoviště protiradiotechnické služby (VPRS) při brněnské Vojenské akademii. Pro specifičnost daného oboru a mimořádnost čs. podmínek i v této oblasti měla čs. výzkumně-vývojová základna v tuhých podmínkách Varšavské smlouvy značný stupeň volnosti.
Na rozdíl od klasického radiolokátoru (radaru), který vysílá rádiové signály a pak zachycuje a sleduje jejich odrazy od vyhledávaných vzdušných objektů, pasivní radiotechnický pátrač sám nic nevysílá, ale přijímá a vyhodnocuje rádiové signály vysílané vzdušným objektem. Výpočtem a vyhodnocovací logikou získané informace umožňují zjistit potřebné informace o vzdušných cílech. Pasivní radiotechnický pátrač tak charakterem své činnosti umožňuje překonat a odhalit i tzv. radarem neviditelné letouny – chloubu nejnovějších leteckých technologií. Jaké důsledky to nese je nasnadě.

##### Radiotechnický pátrač „KOPÁČ“ a PRP 1
Z pohledu účasti VÚ 060 v procesu výzkumu a vývoje lze rozeznat tři generační stupně radiotechnických pátračů. Prvním bylo zařízení „KOPÁČ“ (název byl odvozen od slov korelační pátrač), jehož řešení později přešlo ve vývoj tzv. přesného radiotechnického pátrače číslo 1 (PRP 1) jako soupravy použitelné pro radiotechnický průzkum v míru i za války. Vývojové práce byly rozděleny tak, že vývoj přijímací části soupravy probíhal ve VÚ 060 Praha, vývoj vyhodnocovací části ve VPRS Brno. Celá výsledná souprava představovala čtyři skříňové automobily Praga V3S s náročnou zástavbou (dvě vozidla tvořila střední stanoviště s vyhodnocovací částí, dvě byla vzdálená boční pracoviště).
V roce 1962 se uskutečnily podnikové kontrolní zkoušky, které prokázaly perspektivnost principů, na nichž byl pátrač PRP 1 postaven. V říjnu a listopadu 1963 následovaly vojenské zkoušky a od začátku roku 1964 byl zahájen praktický provoz. Detekce a zjišťování letové činnosti vzdušných cílů bylo na vysoké úrovni. Ve většině případů se nejen bezpečně zjišťoval typ cizího letounu, ale podle režimu provozu palubní elektroniky vzdušného cíle bylo možné určit i druh jeho bojové činnosti. Vysoce se hodnotila snadnost obsluhy, rychlost vypátrání cílů a změření jejich souřadnic.

##### Druhá generace – radiotechnický pátrač „RAMONA“
Následoval program zvyšování dokonalosti radiotechnického průzkumu a vývoje přesného radiotechnického pátrače číslo 2 (PRP 2), později známého pod názvem „RAMONA“ (KRTP-81). Ten již ve stádiu laboratorního vzoru převyšoval svými možnostmi a složitostí svého předchůdce PRP 1 nejméně o dva řády. Šlo zejména o ověření možnosti automatického měření hyperbolických souřadnic vzdušných cílů podle vyzařování jejich palubních radarových prostředků, a také zcela nově podle signálů odpovídačů jejich identifikátorů (tzv. IFF a SIF, jimiž byly vybaveny všechny vojenské i civilní letouny a lodě) s porovnáním a přiřazováním poloh a tras letu cílů s využitím informací z obou zdrojů.
První výzkumně-vývojové práce začaly v letech 1964–1965 (ještě před oficiálním schválením projektu PRP 2 na podzim 1966). V červnu a červenci 1968 proběhly zkoušky laboratorního vzoru s prvky soupravy. Po celý rok 1969 se uskutečňoval vývoj prvního funkčního vzoru. Pro řízení činnosti komponent systému pátrače se osvědčil jednoúčelový automat „VÍKO“ vyvinutý VÚ 060 Praha, bylo však stále zjevnější, že se pro řízení souprava neobejde bez řádného počítače v odolném (polním) provedení. Tím se stal v létě 1971 polský počítač RODAN 10 z výroby ELWRO Wroclaw (zodolněná verze anglického počítače ICL 1900).
Zmínku si zaslouží málo známá epizoda související s výzkumně-vývojovými pracemi na komponentách projektu PRP 2. Jedním z klíčových oborů v rámci projektu byly speciální anténní systémy pro velmi vysoké kmitočty rádiových vln. Pro tento obor se z iniciativy vynikajícího odborníka Ing. Františka Nového, CSc. podařilo VÚ 060 Praha vybudovat speciální měřící anténní polygon vysoké úrovně. Byl zřízen na střechách budovy Elektrotechnické fakulty ČVUT a v tehdejší době to bylo nejmodernější pracoviště svého druhu v republice. Jeho přístrojová výbava byla na úrovni, s kterou pracovala americká NASA v kosmických programech. Speciální antény se na tom pracovišti měřily po dlouhou řadu let, a to nejen ve prospěch daného projektu.
V roce 1971 bylo brněnské pracoviště VPRS organizačně včleněno do sestavy Výzkumného ústavu 060 Praha a pokračovalo v činnosti jako pobočka ústavu v Brně. Styky pracovníků obou pracovišť se tak prohloubily a staly se operativnějšími. V témže roce bylo rozhodnuto, že vedoucím podnikem čs. průmyslu pro vývoj a výrobu souprav radiotechnického pátrače „RAMONA“ bude jeden z největších a nejvýznamnějších elektronických podniků Tesla Pardubice, který již dříve osvědčil vysokou kvalitu a spolehlivost svých výrobků pro čs. armádu, především v oblasti vojenských rádiových stanic. I v tomto případě se prokázalo, že to bylo moudré strategické rozhodnutí.
Na přelomu let 1971/1972 se schylovala k závěru realizace druhého funkčního vzoru pátrače PRP 2, již s oficiálním názvem „RAMONA“. Ten již tvořily tři výsuvné stožáry s kulovými kopulemi naditými elektronikou přijímací části a s namontovanými anténami. V přijímací části soupravy bylo významným pokrokem dálkové synchronní ladění přijímačů na všech třech stanovištích soupravy. Vyhodnocovací část ve skříňové karosérii vozidla středového pracoviště měla vyvedeny výstupní informace do počítače (ve funkčním vzoru izraelského ELBIT 100). Novým, tehdy převratným, uživatelským výstupním zařízením bylo velkoplošné zakreslovací zařízení „PLANŽET“ vyvinuté pod řízením VÚ 060 Praha (při spolupráci s ostatními řešiteli) ve velmi vyspělém slovenském podniku obranného průmyslu Konštrukta Trenčín (později bylo značnou měrou modernizované vyvinutím verze „PLANŽET-M“). Umožňovalo zakreslovat trasy letu vzdušných cílů a doplňovat je příslušnými údaji na velké průsvitce (120 {\displaystyle \times }150 cm). Již v první verzi bylo možné současně sledovat údaje až o dvaceti vzdušných cílech. Zkoušky druhého funkčního vzoru pátrače „RAMONA“ byly ukončeny v září 1972. Tím byla zdárně uzavřena i celá výzkumná etapa projektu. Výstupy výzkumné etapy s matematickým a teoretickým popisem principů a funkcí pátrače byly významným vědeckým dílem, kterému se např. příbuzné práce uskutečňované v USA, přiblížily až koncem devadesátých let.
V letech 1973–1974 byly výsledky výzkumné etapy předávány do vývoje (v roce 1974 pro to bylo zpracováno zadání ve formě rozsáhlého seznamu logických rovnic. Čas vývoje komponent soupravy plynul a v období leden až březen 1979 proběhly podnikové zkoušky prototypu soupravy pátrače. Již koncem března se uskutečnilo předání prototypu do vojskových zkoušek. Úspěšné vojskové zkoušky umožnily zavedení souprav do výzbroje ČSLA, ke kterému oficiálně došlo v červenci 1981. Již v prosinci 1980 se však v rámci exportu uskutečnila první dodávka soupravy z výroby do SSSR. Další exportní dodávky souprav pak podle dohod směřovaly do tehdejší NDR a do Sýrie.

##### Třetí generace – radiotechnický pátrač „TAMARA“
Ještě dlouho před předáním pátrače druhé generace „RAMONA“ do výroby v čs. průmyslu promýšleli jeho tvůrci možnosti radikálního zdokonalení jeho vlastností a uživatelských možností a tak plynule připravovali logickou cestu pro nástup radiotechnického pátrače třetí generace. Šlo o další zvětšování počtu současně sledovaných vzdušných cílů (20 pomocí radarových signálů, plus 50 pomocí signálů IFF/SIF s možností dalšího zvětšení využitím signálů systému TACAN), zjišťování tras letounů podle signálů impulsně-dopplerovských radarů letounů (doplněné analýzou vnitroimpulsní modulace signálů) a řešení některých dalších více či méně souvisejících problémů. Zámyslem bylo radikální zdokonalení přijímací a vyhodnocovací části pátrače zavedením efektivního mikroprocesorového řízení jejich činnosti. Uvažovalo se o úplném přepracování polostacionárního stožáru ze soupravy pátrače „RAMONA“ s cílem podstatného zvýšení stupně mobilnosti nové soupravy. Do důkladné modernizace se měl zapojit nejen vedoucí podmik Tesla Pardubice s Ústavem pro výzkum radiotechniky (ÚVR) v Opočínku u Pardubic, ale i většina dalších kooperujících organizací.
Zahájil se projekt radiotechnického pátrače třetí generace s názvem „TAMARA“ (KRTP-86). Nadcházející nový systém byl charakterizován jako integrovaná soustava časoměrně-hyperbolických a směroměrně-interferometrických pozemních a letounových stanovišť, přičemž ta letounová stanoviště byla myšlena v další perspektivě. Stejně tak se pro další perspektivu zvažovala idea zaměřování letounových radiotechnických prostředků pouze z jedné lokality. Rozborové práce a proces jejich schvalování probíhal v první polovině roku 1981. Důležitým se stal požadavek na možnost využívání výsledků radiotechnického průzkumu v automatizovaném systému velení a řízení protivzdušné obrany státu s postupným zavedením pátrače „TAMARA“ přímo do systémů protivzdušné obrany.
Závěrečné oponentní řízení celého projektu pátrače „TAMARA“ se uskutečnilo v prosinci 1983, z hlediska etapy vývoje byl rozhodujícím rok 1984. Již v září toho roku byly zahájeny typové zkoušky pátrače, ty pak pokračovaly po celý rok 1985. Podle metodiky podnikových a kontrolních zkoušek schválených VÚ 060 proběhly podnikové zkoušky do října 1986. Již v roce 1986 byla vyrobena první souprava pátrače „TAMARA“ pro exportní dodávku do SSSR. Vojskové zkoušky se oproti původnímu záměru na červen 1986 uskutečnily až v období červenec až září 1987. Závěrečné oponentní řízení se konalo ke konci roku 1988. Nabídky zahraničního obchodu na dodávky souprav byly kromě SSSR učiněny celkem čtrnácti zemím, mezi nimi Francii, Indii, Iráku, Polsku, Maďarsku, ČLR a dalším. Jednu ze souprav dodaných NDR získal po sjednocení Německa Bundeswehr. Traduje se to, že přes Omán (jeden z uvedených 14 států) se pátrač „TAMARA“ dostal také k odborníkům USA.
Současná následnická organizace Tesly Pardubice a ÚVR Opočínek, pardubická společnost ERA, je nyní v nových podmínkách významným výrobcem a dodavatelem radiotechnických pátračů čtvrté generace VERA-NG. Jistá míra kontinuity ve stále perspektivním oboru je tak zajištěna.

#### Elektronika zbraňových systémů
Zhruba ve druhé polovině 70. let minulého století byla zahájena dosti zásadní změna v zaměření výzkumně-vývojové činnosti Výzkumného ústavu 060. Na rozdíl od dřívějších dob začala být značná pozornost věnována elektronickým technologiím a prostředkům zbraňových (jmenovitě palebných) systémů. To bylo provázeno zvyšováním důrazu kladeného na vlastní výzkumné, vývojové a podpůrné práce složek ústavu na úkor aktivit směrovaných na spolupráci a součinnost s čs. průmyslem. V tehdejších podmínkách ČSLA se dostal do popředí zájem vývoje, výroby a zavedení moderního národního systému automatizovaného řízení palby tanků T-54 a T-55. Bylo to plně ve shodě se světovými trendy digitalizace a počítačového řízení palebných systémů. Aby byl palebný systém co nejúčinnější, musel se pro jeho řízení brát v úvahu velký počet faktorů ovlivňujících výslednou přesnost a účinnost palby a bylo nutné celkově optimalizovat jejich působení. To nebylo bez počítačového zpracování značného množství dat myslitelné.

##### Systém řízení palby tanku „KLADIVO“
Ve VÚ 060 se počínaje rokem 1981 uskutečnil vývoj národního systému řízení palby tanku pod názvem „KLADIVO“. Cílem bylo zajistit pro osádku tanku zkrácení času potřebného k ničení tanků a jiných cílů protivníka, zvýšení pravděpodobnosti zásahu cíle první ranou při zvětšených délkách účinné střelby, což mělo celkově výrazně zvýšit efektivnost palby a tím i bojovou sílu tanku. Současně se řešilo varování osádky tanku při detekci ozáření laserovými prostředky protivníka.
Klíčovým blokem celého systému byl mikroprocesorový balistický počítač (BP) z vlastního vývoje s příslušným programovým vybavením. Automaticky zpracovával data přiváděná z osmi senzorů, vstup dalších dat se zajišťoval ručně. Vstupními daty automaticky přicházejícími ze senzorů do počítače byly vybrané údaje o balistických a povětrnostních faktorech (například rychlosti jízdy tanku, natočení věže, polohovém úhlu a náklonu kanonu, teplotě prachové náplně náboje, vektoru pohybu cíle). Doplňkovými informacemi byly údaje zaváděné do počítače ručně operátorem (například počáteční rychlost střely daného typu náboje, teplota a tlak vzduchu, hmotnostní parametry střeliva). Prvky střelby (v náměru i odměru) zpracoval balistický počítač během méně než 0,4 sekundy s přesností 0,2 dílce.
Vně tanku, na pancéřovém krytu kanonu byl umístěn aktivní laserový dálkoměr pracující v neviditelné části spektra elektromagnetických vln. Měření se uskutečňovalo v rozsahu 200 až 3900 m s vysokou dálkovou rozlišitelností cílů. Během jedné minuty bylo možné získat výsledky šesti měření. Pasivní systém detekce a indikace ozáření tanku laserovými prostředky protivníka pracoval ve čtyřech sektorech až na vzdálenosti pěti kilometrů od zdroje laserového záření s výkonem jednoho megawattu (v impulsu). Osádka tanku měla možnost rozlišovat došlo-li k ozáření laserovým dálkoměrem, anebo ozáření od zaměřovače.
Při vojskových zkouškách systému řízení palby tanku „KLADIVO“ bylo prokázáno při střelbě z místa 6,4 násobné, z krátkých zastávek 3,6 násobné a za jízdy trojnásobné zvýšení počtu zásahů oproti střelbě bez automatizovaného řízení palby. Vycvičené osádky tanků zasáhly až 47,9 % cílů prvním výstřelem (13,3 krát více než při střelbě bez automatizovaného řízení palby).
V Československu se tanky vybavené systémem „KLADIVO“ podle typu modernizovaného tanku označovaly jako verze T-54AM1 nebo T-55AM1. Vzhledem k velmi vysokému počtu tanků ve výzbroji tehdejší ČSLA (před pádem předlistopadového režimu více než čtyři tisíce) se celková potřeba systému řízení palby tanku „KLADIVO“ předpokládala v počtu 2829 souprav (včetně opravářských zásob). Celkové náklady na dodávky měly dosáhnout 2 462 090 milionů Kčs. Prvních 40 souprav prototypové série bylo ČSLA dodáno v roce 1982, do roku 1985 se předpokládalo dodání 860 souprav, ostatní v letech 1986–1989 a 1991–1995. Zástavbu souprav „KLADIVO“ do tanků prováděly opravárenské závody tankové a automobilové správy MNO, využívaly se i vybrané prapory oprav vojenské techniky vševojskových svazků. Motostřeleckým divizím se přidělovaly modernizované tanky T-54AM1, tankovým divizím tanky typu T-55AM1. Ke konci výcvikového roku 1985/86 se u vojsk Západního vojenského okruhu provozovalo na 760 modernizovaných tanků, o rok později 990 tanků, na sklonku výcvikového roku 1987/88 to bylo 1120 tanků, rok poté již 1190 modernizovaných tanků. Po radikální redukci počtů tankové bojové techniky armáda ke konci listopadu 1991 využívala 600 modernizovaných tanků T-54/T-55, z nichž po rozdělení státu Armádě ČR připadlo 401 strojů.
Modernizace tanků jejich vybavováním systémem řízení palby „KLADIVO“ se neomezila pouze na ČSLA, stala se i předmětem exportu. Dodávky systému směřovaly také do Německé demokratické republiky a Maďarska, kde je příslušné místní národní opravárenské základny montovaly do tanků jejich armád a poskytovaly jim technické zabezpečení.
Modernizovaný střední tank T–55AM2 se systémem řízení palby (SŘP) „Kladivo“ je k vidění ve sbírkách nestátního Vojenského muzea na demarkační čáře v Rokycanech, které založil a spravuje sběratel vojenské techniky František Koch.

Střední tank T–55AM2 se systémem řízení palby Kladivo
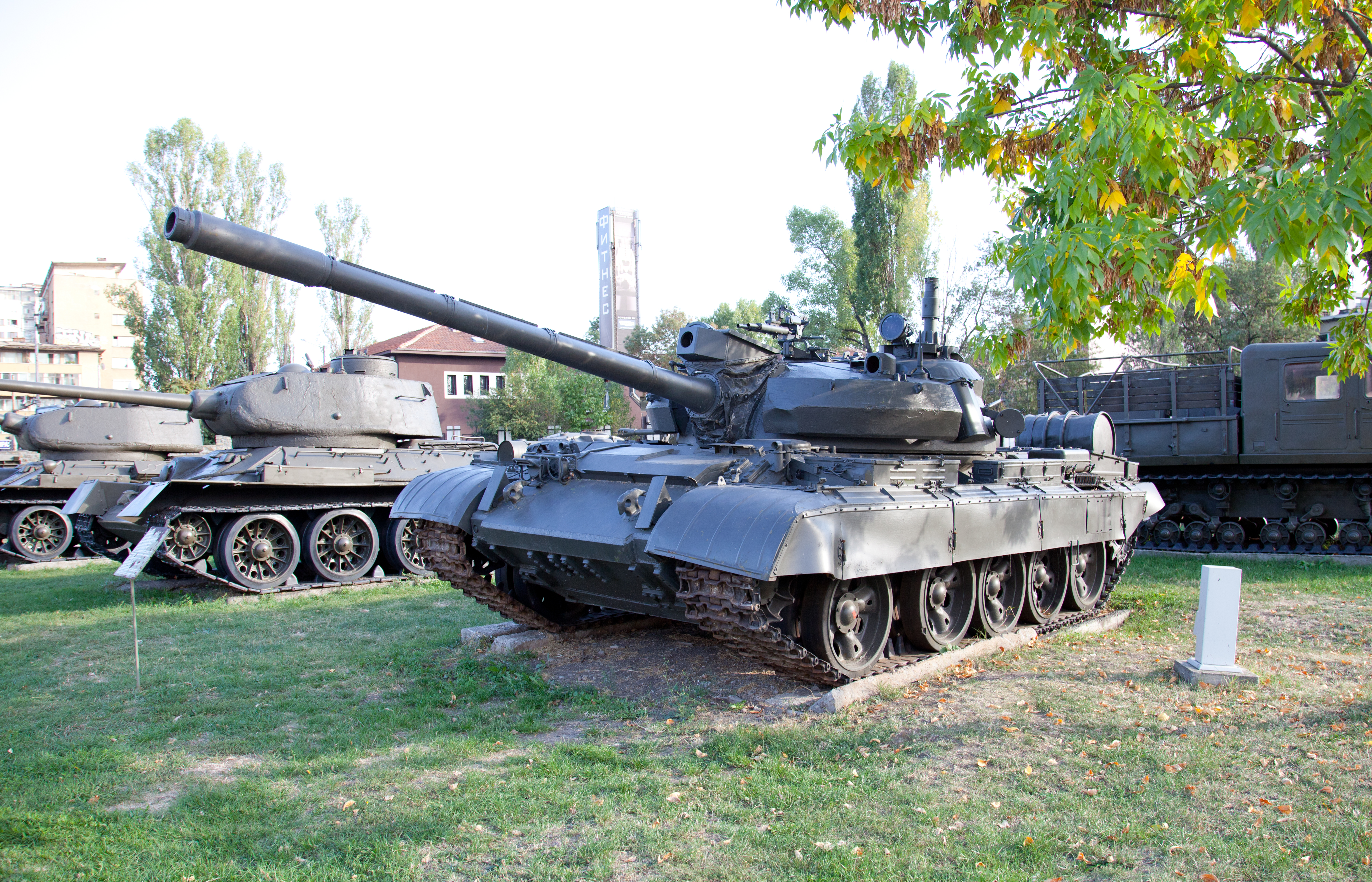
Celkový pohled na tank (Muzeum vojenské historie, Bulharsko, Sofie, 2012)
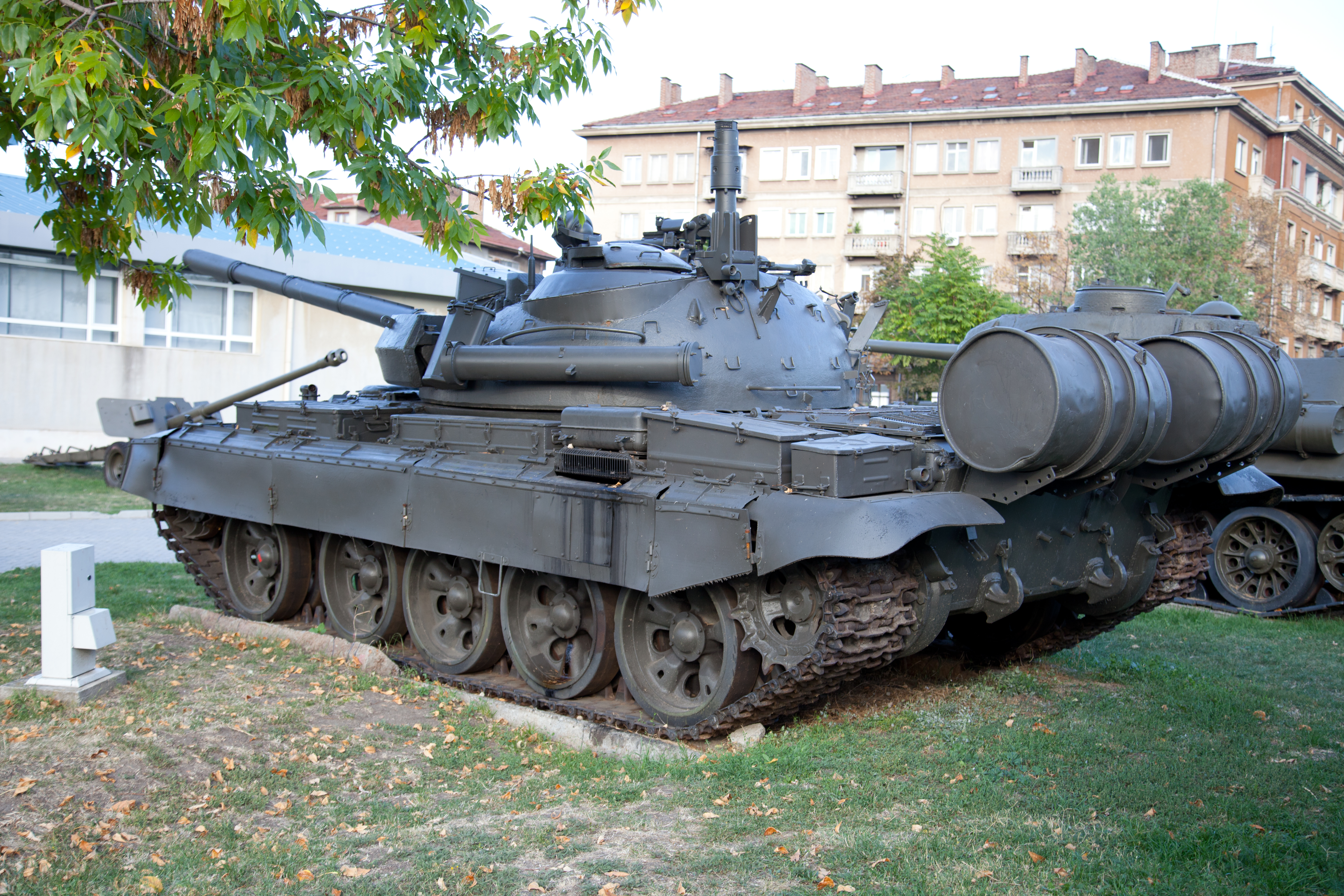
Celkový pohled na tank (Muzeum vojenské historie, Bulharsko, Sofie, 2012)
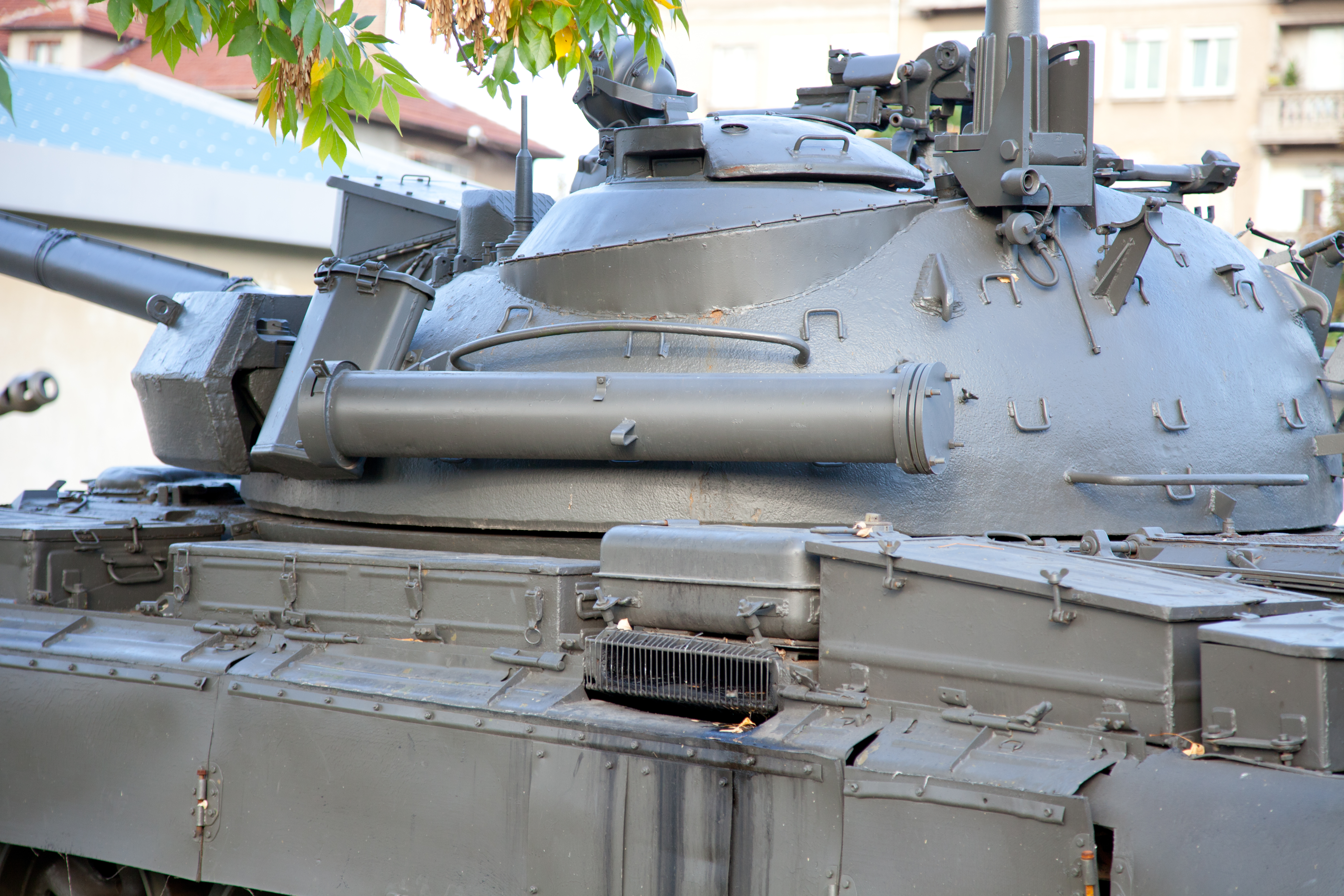
Celkový pohled na osazenou věž tanku (Muzeum vojenské historie, Bulharsko, Sofie, 2012)
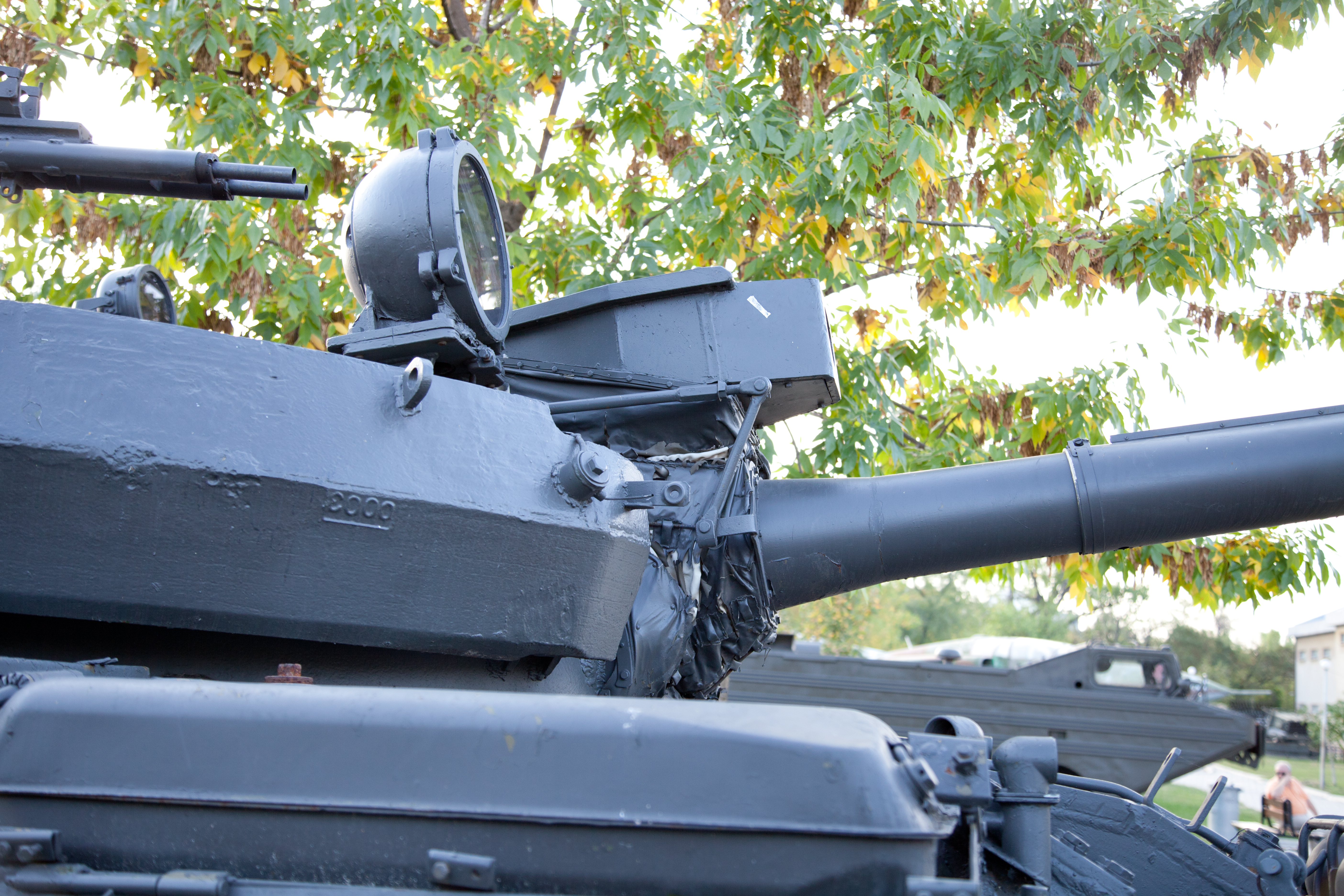
Boční pohled na věž tanku (Muzeum vojenské historie, Bulharsko, Sofie, 2012)
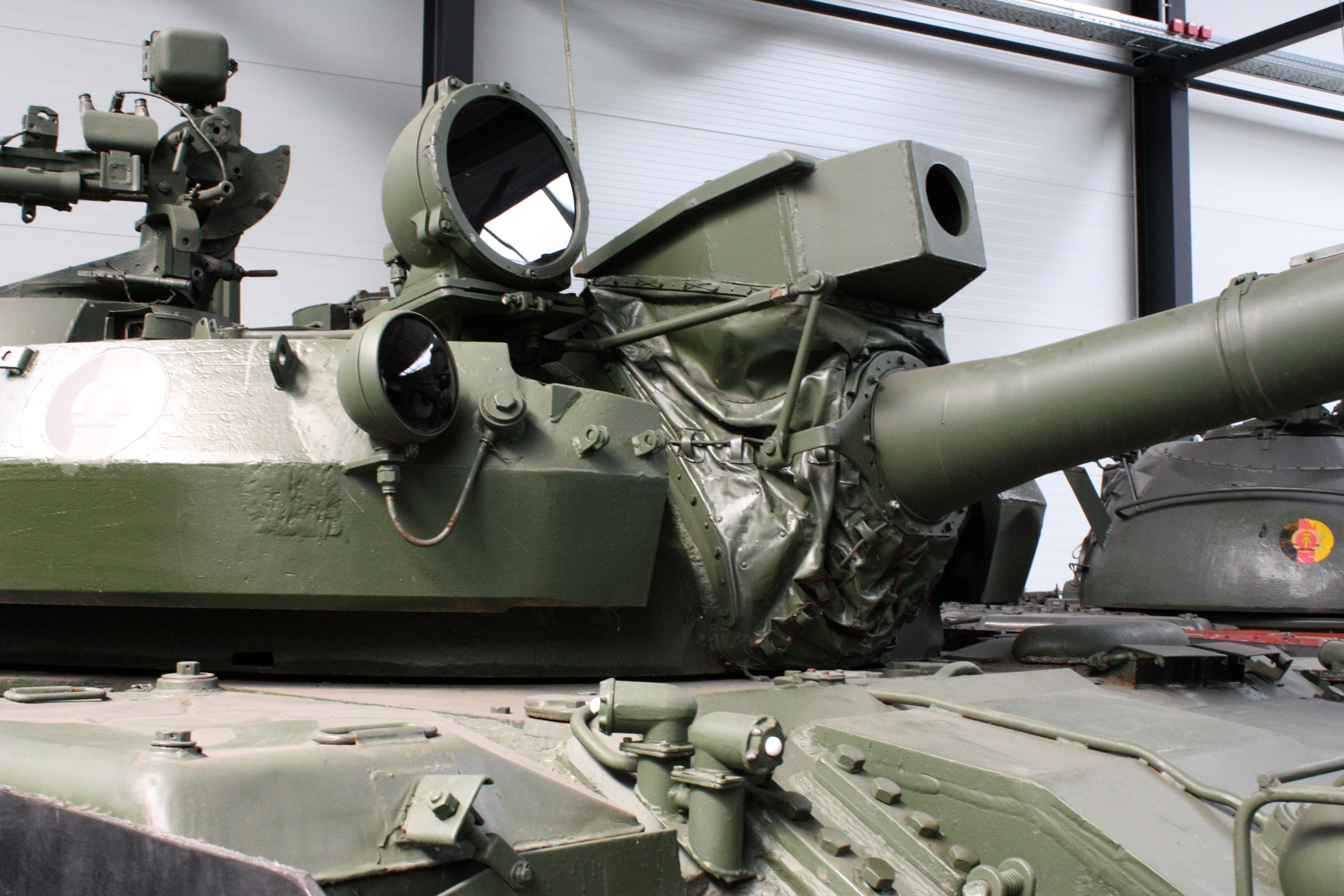
Detail přední části věže tanku (Německé muzeum tanků, 2010)
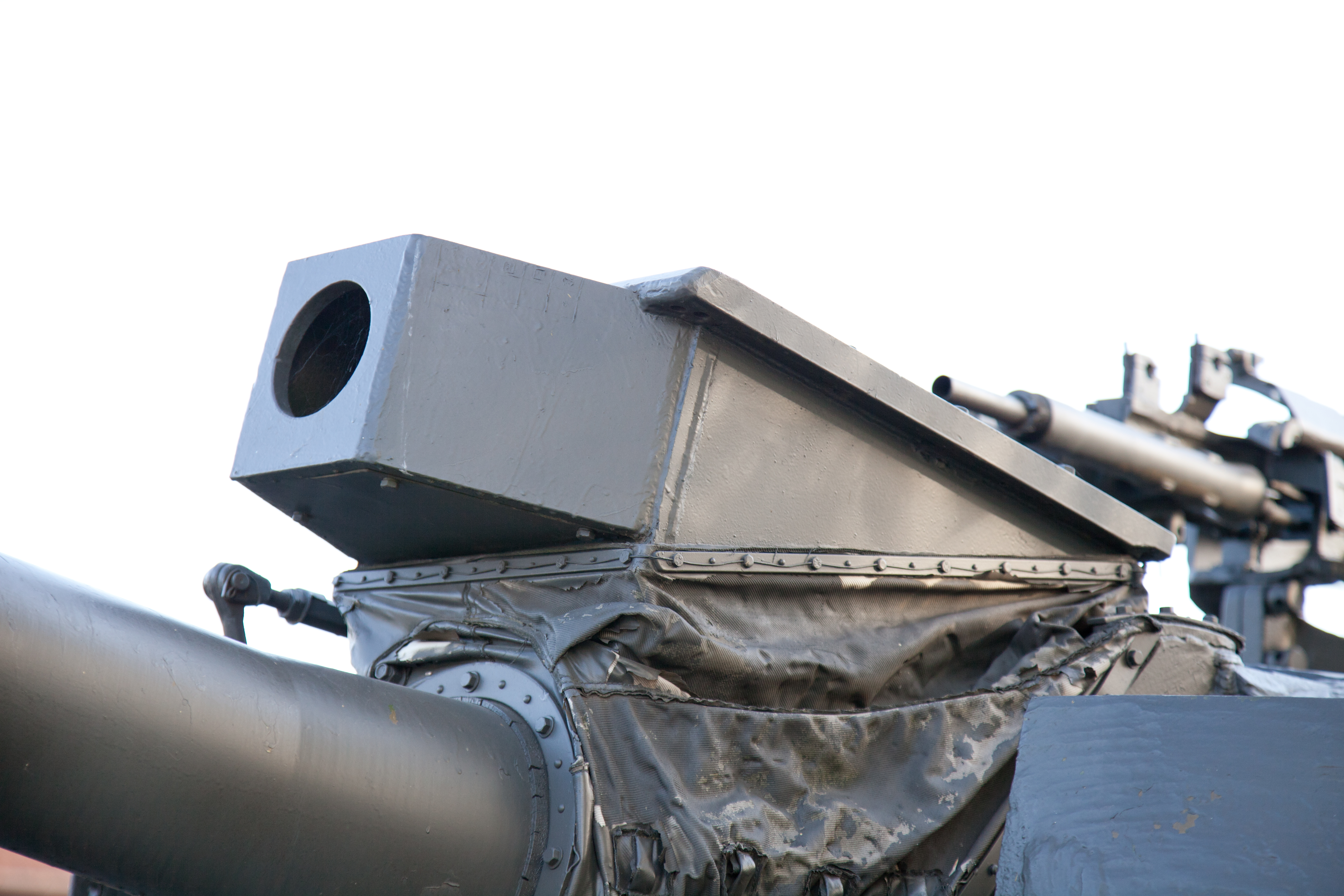
Detail aktivního laserového dálkoměru na věži (Muzeum vojenské historie, Bulharsko, Sofie, 2012)
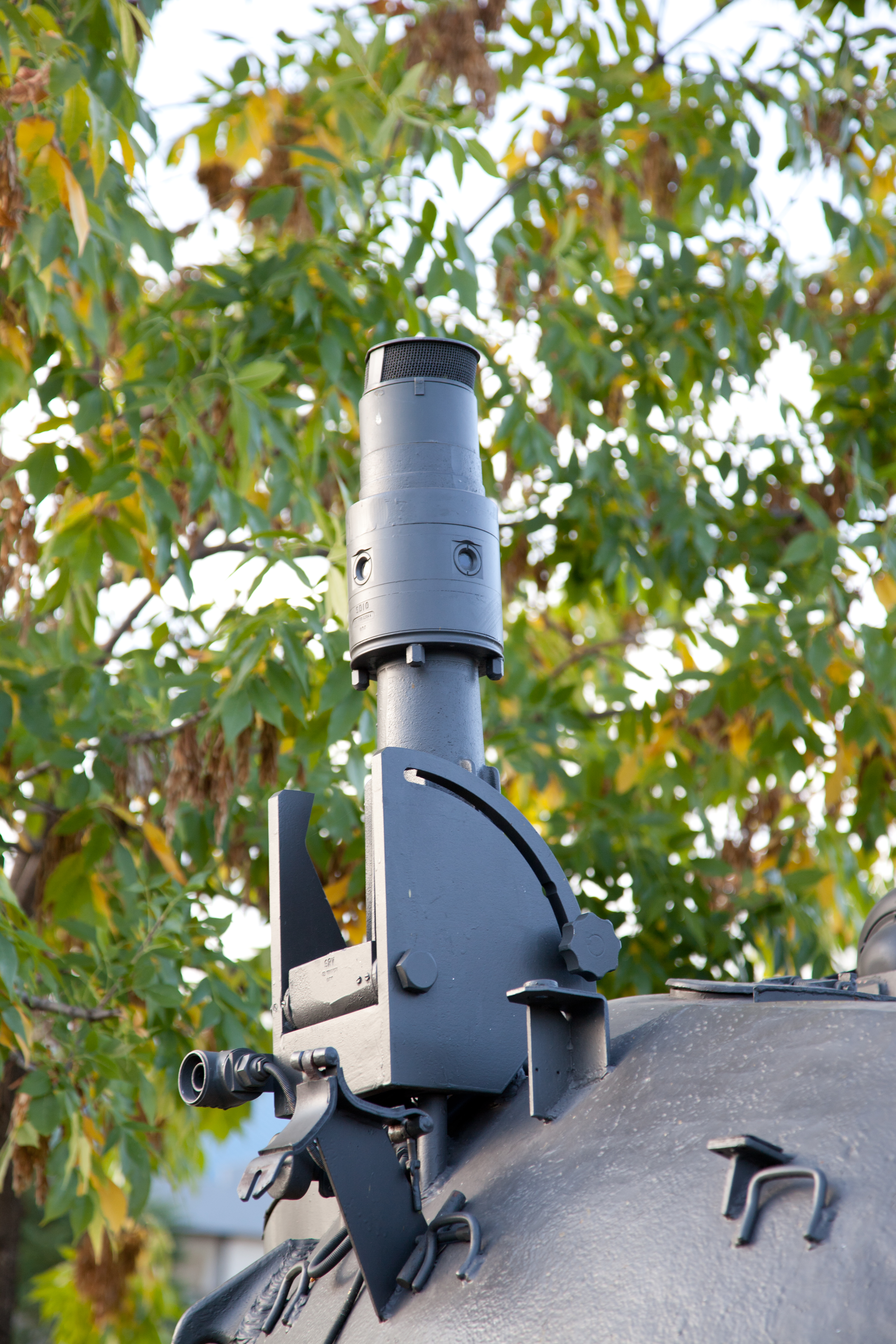
Snímač rychlosti větru (SRV) v pracovní pozici na vrcholu věže (Muzeum vojenské historie, Bulharsko, Sofie, 2012)
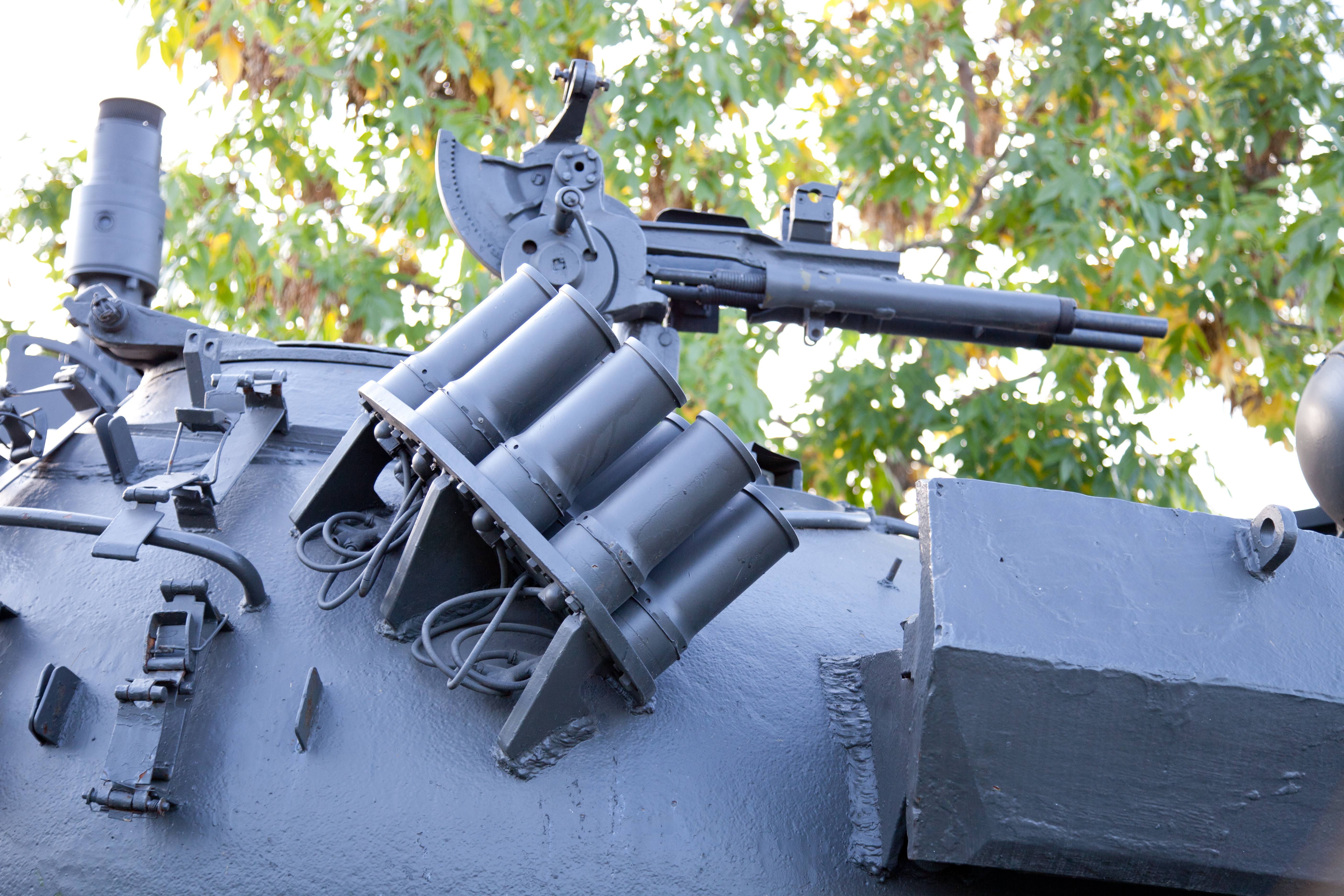
Drtail palné zbraně na věži (Muzeum vojenské historie, Bulharsko, Sofie, 2012)

##### Účast VÚ 060 ve vývoji dalších elektronických systémů pro zbraňové komplety
Probíhající změny v organizaci vševojskových divizí ČSLA přinesly i přezbrojování a potřebu velkého počtu bojových vozidel pěchoty (BVP). Jejich výroba v obranném průmyslu na Slovensku probíhala ve velkých sériích v Podpolianských strojírnách (PPS) a v ZTS Dubnica nad Váhom. Generačně šlo o typy BVP-1 a BVP-2. Podvozek vozidla BVP-1 byl využit jako pásová mobilní platforma pro bojové průzkumné vozidlo (BPzV). Vozidly byly vyzbrojovány průzkumné jednotky ČSLA.
Bloky systému řízení palby „KLADIVO“ (balistický počítač, senzory, blok laserového dálkoměru) z vývoje VÚ 060 byly v dalším upraveny pro montáž do bojových vozidel pěchoty, speciálně do bojového průzkumného vozidla BPzV, které bylo vyvinuto na bázi podvozku BVP-1. Upravený systém „KLADIVO“ pro BPzV dostal označení „SVATAVA“, který se pak ujal a používal jako název celého průzkumného vozidla. Dálkoměr doplněný televizní kamerou byl umístěn na výsuvné plošině upraveného vozidla. Cíle se zaměřovaly pomocí záměrného kříže na televizní obrazovce a k tomu se zajišťoval výpočet vzdálenosti a směru cíle.
Na bázi prodlouženého podvozku BVP-1 byl slovenským podnikem Konštrukta Trenčín vyvinut samohybný 120mm minomet (ShM) „PRÁM-S“ s moderním automatickým nabíjením. Po úspěšných zkouškách prototypů byla v ZTS Martin vyrobena ověřovací série palebného prostředku. VÚ 060 zajišťoval potřebnou řídící a expertní podporu při zpracování jednotných takticko-technických požadavků a následném vývoji systému řízení palby na stupních, oddíl, baterie, palebný prostředek.

## Hlavní výsledky a přínosy

### Tvůrčí vzepětí v poválečném období
Po osvobození Československa od německých fašistických sil došlo mezi radiotechnickými odborníky bývalých Vojenských telegrafních dílen k značnému vzepětí tvůrčí iniciativy, které se prakticky projevilo v konkrétních krocích k obnovení vývoje spojovacích prostředků pro potřeby nově se formující Československé armády. Také bývalý zbrojní průmysl se připravoval na osvojování výroby a dodávání výrobků spojovací techniky domácí produkce do armády.
Velký objem kvalitní odborné práce byl vykonán při aplikaci značného množství kořistních spojovacích prostředků, které zůstaly na našem území po německém Wehrmachtu, pro výcvikové účely a provozování v čs. armádě. Pokrývaly se tak potřeby československé armády v poválečném období. Z oblasti klasických rádiových stanic byly nejrozšířenější různé sestavy rádiových spojovacích prostředků skládané z krátkovlnných rádiových vysílačů 30W.S.a (s výkonem 30 W) a 80W.S.a (s výkonem 80 W), spolu s krátkovlnnými (KV) a velmi krátkovlnnými (VKV) přijímači MW.E.c a Torn.E.b. Zařízení se zabudovávala do skříňových terénních automobilů Tatra 805 se sníženou karosérií. Vytvářely se tak různé typy radiovozů pojmenovaných např. „ČTVRTEK“ nebo „PÁTEK“. Podle určení a konkrétních potřeb se sestavy klasických rádiových stanic doplňovaly o velmi dokonalou kořistní decimetrovou radioreléovou stanici DMG 7K „MICHAEL“.

#### Produktivní období rozvoje národních rádiových komunikací
I když poválečná koncepce rozvoje komunikační techniky pro armádu nebyla do potřebné míry ujasněna, byla zřejmá akutní potřeba nahradit nepřehledné a nesourodé spektrum technických prostředků, většinou opotřebovaných a bez potřebných záloh náhradních dílů, jednotnými prostředky převážně tuzemské produkce.
Postupně se rozběhl čs. národní vývoj řady nových přístrojů pro spojovací vojsko, zpočátku bez náležité koordinace. V roce 1947 to byl vývoj například netypické malé jednoduché simplexní rádiová stanice s názvem „PŘILBA“ pracující v pásmu decimetrových vln. Byla určena pro spojení na vzdálenosti do 1 km v průzkumných jednotkách. Vyvinutý radiomaják „PAŘEZ“ z roku 1948 sloužil k navádění letounů do míst plnění úkolů ve prospěch výsadkových jednotek (pro skrytou činnost sloužil radiomaják „PÁLKA“, k vyhledávání vysazovaného materiálu se používala souprava „METEOR“). Do tohoto období patřil i úspěšný vývoj legendární malé decimetrové rádiové stanice RDM-61 všeobecně známé podle jména tvůrce pod názvem „ŽENÍŠEK“. Přístroj se vyráběl v letech 1952 až 1956 ve dvou sériích ve dvou místech (ve Spojovací základně Hradec Králové a v podniku Elektrosignál Praha IX). Objem výroby dosáhl kolem tisíce souprav a později byla rádiová stanice modernizována na typ RDM-61M.
Vývojovou řadu rádiových stanic RM 471, RO 21 a rodinu RM 31 z přelomu 40. a 50. let spojovaly společné principy a konstrukční rysy, pro které byla charakteristická volba pracovního kmitočtu vysílačů a přijímačů na bázi syntezátoru kmitočtů, tzv. přepínatelné kmitočtové ústředny s řízením a stabilizací pracovního kmitočtu pomocí krystalu. Důmyslný systém přepínání krystalů a směšování signálů umožnil s úsporným počtem krystalů vytvářet potřebný počet pracovních kmitočtů. Použitý princip se stal se významným vkladem československých radiotechnických konstruktérů do daného oboru.
Vývoj podle nové koncepce začal malou krátkovlnnou rádiovou stanicí RM 471 pojmenovanou „TÁŇA“, zkonstruovanou v roce 1947 ještě s použitím kořistních německých součástek včetně elektronek. Vývoj byl předčasně ukončen a do výroby se stanice nedostala. Rádiová stanice RO 21 s názvem „LIBEŇ“ byla simplexní stanice primárně určena pro spojení v malých jednotkách za pohybu, proto byla konstruována tak, aby radista nebyl v pohybu a vedení bojové činnosti výrazněji omezován.
Generačním přelomem se stala rádiová stanice RM 31 „SUPERTÁŇA“ jako přímý následník stanice RM 471 „TÁŇA“. S tou se již dříve počítalo pro rozsáhlou sériovou výrobu. Měla vysílač o výkonu 10 W a vyznačovala se účelnou modularitou s precizním elektronickým a mechanickým propracováním. První funkční vzorek rádiové stanice „SUPERTÁŇA“ pocházel z roku 1948, definitivní verze byla dokončena v roce 1950. Do výzbroje byla zařazena v lednu 1951 jako univerzální stanice pro spojení na úrovni divize-pluk-prapor ve všech druzích vojsk a jako náhrada stávajících radiostanic ve všech tancích čs. armády. Vyráběla a provozovala se v několika verzích – pěchotní (RM 31P), velitelské (RM 31A), tankové (RM 31T) a pro samohybná děla (RM 31S). Vybrané verze stanice se staly základní komponentou velitelských radiovozů „SOBOTA“ ve snížené skříňové karosérii terénního automobilu Tatra 805 (nahrazujících či doplňujících výše zmíněné radiovozy „ČTVRTEK“ a „PÁTEK“).
Dokud doba ještě přála vlastnímu národnímu vývoji byla s použitím nejlépe osvědčených prvků stanice RM 31 v Tesle Pardubice odvozena modernizovaná verze – rádiová stanice RM 31-M s názvem „TŘINEC“, výkonem vysílače 100 W spadající do kategorie středních KV rádiových stanic. Nominálně byla určena pro provoz v divizních a dělostřeleckých sítích, a také na rádiových směrech u průzkumných jednotek. Souprava rádiové stanice se vyráběla ve třech verzích – komplet pro zástavbu do snížené skříňové karosérie terénního automobilu Tatra 805, tj. jako radiovůz RM 31-M-a („TŘINEC“) a dvě verze souprav pro převoz v transportních bednách.
Nejvýznamnějším přínosem byla vozidlová rádiová stanice „TŘINEC“. S tříčlennou osádkou vozidla umožňovala vést zcela autonomní provoz v kterékoli denní a roční době při elektrickém napájení stanice z akumulátorů nebo vezené elektrocentrály provozované i během jízdy. Konstrukční provedení zástavby v případě potřeby umožňovalo pobyt i spánek osádky přímo ve vozidle.

#### Nové prostředky základní klasické spojovací techniky
Nové spojovací prostředky z původního národního vývoje, v němž hrál výzkumný ústav klíčovou roli, pokrývaly i tehdejší potřeby spojovacího vojska v oblasti označované jako linková technika.

##### Polní telefonní přístroj TP-25
Nejrozšířenějším a nejpoužívanějším spojovacím prostředkem u jednotek armády (nejen) v poli se stal bezesporu polní telefonní přístroj TP-25 z první poloviny 50. let. Přístroj s místní baterií (MB) umožňoval zřizování různých druhů vojenských telefonních stanic a zajišťoval velitelům i příslušníkům štábů vedení osobních hovorů v poli na všech stupních velení. Provozoval se nejčastěji po dvoudrátovém telefonním vedení z polního kabelu PK-2 („kroucené dvoulinky“). Ve výjimečných nouzových podmínkách byl možný provoz pouze po jednom vodiči, kdy funkci druhého vodiče nahrazovala zem s použitím uzemňovacího bodce na obou koncích linky. Příslušenstvím TP-25 byl ruční mikrotelefon (s vyměnitelnou mikrofonní a telefonní vložkou a připojovací šňůrou se zástrčkou), propojovací šňůra s kolíky na koncích, klička návěstního induktoru a nosný popruh. Sériovou výrobu přístroje v průmyslu zajišťovaly podniky Tesla Valašské Meziříčí a Tesla Stropkov.
Pro zvýšení funkčnosti a rozšíření možností využívání byla k polnímu telefonnímu přístroji TP-25 vyvinuta řada důležitých doplňkových zařízení a přídavků. Doplňkovým zařízením tak byl polní koncový zesilovač PZK, který umožňoval překlenout vyšší hodnoty útlumu telefonního vedení a zesílit ve stanici příchozí hovorový signál, případně celkově zlepšit slyšitelnost a kvalitu hovoru. Dalším zařízením, které bylo možné umístit přímo do skříňky TP-25 byl doplněk AUTP, který pomocí rotační číselnice umožňoval provolbu z polní telefonní sítě MB do stacionární automatické telefonní sítě (nebyl součástí standardního příslušenství). Přídavným zařízením byl rovněž polní translátor TR-1 umožňující vícenásobné využívání dvoudrátových vedení vytvářením fantomových, případně superfantomových konfigurací.
Byly vyvinuty také přídavky umožňující pomocí polního telefonního přístroje dálkově ovládat vybrané typy rádiových stanic. Přídavek RM 31-20 byl určen pro dálkové ovládání rádiové stanice RM 31, přídavek RS 41-12 pro ovládání rádiové stanice typu RM 31-M-a a přídavek TP-25Rd pro ovládání v čs. armádě rozšířených sovětských VKV rádiových stanic řady ASTRA.

##### Polní telefonní přepojovače TÚ-11 a TÚ-21
Logickou součástí výstavby polních telefonních sítí s telefonními přístroji TP-25 byly ruční polní telefonní přepojovače zřizované na spojovacích uzlech a v místech velení taktických stupňů.
Telefonní přepojovač TÚ-11 byl ruční šňůrový přepojovač s místní baterií (MB) a induktorovým navěštěním umožňující u všech druhů vojsk vytvářet malé polní telefonní ústředny pro 10 účastníků je určen k budování malých telefonních přepojovačů u jednotek a útvarů všech druhů vojsk. Propojením dvou přepojovačů je možno zvýšit kapacitu na 20 účastníků. Soupravu bylo možné rozšířit o přídavné zařízení na zprostředkování hovorů do sítě systému ústřední baterie (ÚB), s automatickou nebo obsluhovanou (manuální) telefonní ústřednou a náhlavní sluchátko.
Telefonní přepojovač TÚ-21 z vývoje podniku Tesla Kolín v roce 1949 (s pokračováním do roku 1954 v Tesle Karlín) byl ruční šňůrový přepojovač s místní baterií (MB) a induktorovým navěštěním určený k budování středních a velkých telefonních ústředen na spojovacích uzlech velitelství vyšších taktických stupňů. Ze základní stavebnice telefonního přepojovače TÚ-21 bylo možné sestavit telefonní ústřednu pro 20 až 120 účastníků. Automobilová telefonní ústředna TÚ-21 pro 20 a 30 účastníků byla tvořena přepojovačem zabudovaným ve spojovací základně Hradec Králové ve skříňové karoserii terénního automobilu Tatra 805 (druhý automobil byla tzv. výpravna).

##### Dálnopisný stroj „DALIBOR“
Pro vojenské sítě telegrafního spojení byl na přelomu 50. a 60. let byl pod řízením vojenských organizací předcházejících Výzkumný ústav 060 vyvinut elektromechanický páskový dálnopisný stroj D-302 „DALIBOR“ vyráběný ve Zbrojovce Brno. Pracoval s pětiprvkovým impulsním sériovým kódem a s mezinárodní telegrafní abecedou č. 2. Dálnopisný stroj obsahoval řadu originálně řešených komponent z konstrukčního pracoviště VÚ 060, např. důmyslný systém typových tiskacích koleček pro otisk značek na papírovou pásku. Stroj byl přizpůsoben pro doplnění děrnopáskovými zařízeními – vestavným automatickým vysílačem 303 a vestavným děrovačem 304. Ve spojení s tímto vysílačem mohl Dalibor pracovat ve všech druzích provozu telegrafní (dálnopisné) sítě ve spojení se zavedenými dálnopisnými ústřednami. Používal se také v radiotelegrafním provozu.
S využitím principu heslové posloupnosti vkládané na děrné pásce bylo na bázi dálnopisného stroje „DALIBOR“ kolem roku 1965 Zvláštní správou ministerstva vnitra vyvinuto šifrovací zařízení ŠD-3. Stroj se pak používal buď pro přímé šifrované dálnopisné relace po telegrafním vedení, nebo v tzv. režimu předběžného šifrování (off-lne, tj. bez připojení na vedení) následně odesílaného textu.
Ve výzbroji čs. armády byl dálnopisný stroj „DALIBOR“ od 60. let. Od 70. let byl původní čs. páskový dálnopisný stroj D-302 postupně nahrazován stránkovým dálnopisným strojem T 100 vyráběným v licenci německé firmy Siemens. Řada strojů původního typu se však na různých místech v armádě provozovala až do 90. let.

### Přechod od rané historie k modernějším komunikačním prostředkům

#### Začátky a vývoj československé řady prostředků radioreléových komunikací
Provozování radioreléových spojovacích prostředků započalo v čs. armádě krátce po skončení druhé světové války kdy byly využívány kořistní německé rádiové stanice typu DMG 2T (jinak též FuG 01 „ELSTER“), DMG 7K („MICHAEL“) a DMG 3a G („RUDOLF“). Zařízení pracovala v pásmu decimetrových rádiových vln na kmitočtech mezi 400 až 600 MHz. Tyto typy stanic byly po roce 1954 zařazeny do výzbroje čs. armády. Nejrozšířenějším prostředkem byla stanice DMG 7K („MICHAEL“), která za války zajišťovala pro Hitlerovo velení spojení Rommelova Afrikakorpsu po radioreléové trase zřízené ze severní Afriky až do Berlína.
V čs. armádě byla stanice zabudována jako radiovůz do snížené skříňové karosérie terénního vozidla Tatra 805. V provozu se používala ve stacionární i mobilní verzi ještě koncem padesátých let.

##### Decimetrová rádiová stanice RDM-61 (RDM-61M)
Budoucí intenzivní rozvoj radioreléových komunikací v čs. armádě prakticky předznamenala velmi úspěšná decimetrová rádiová stanice RDM-61 a její modernizovaná verze RDM-61M. Funkční vzor (ještě s některými komponentami německé válečné součástkové základny) pocházel již z roku 1947. Byla to duplexní rádiová stanice pro spojení předsunutých taktických míst velení, která umožňovala bezdrátově nahrazovat celé úseky telefonního vedení s přenosem hovoru i navěštění. Pracovala v kmitočtovém rozsahu 390 až 410 MHz (novější verze RDM-61M v rozsahu 235 až 260 MHz).

##### Radioreléová stanice RDV-68 „HORA“
Kolem roku 1950 vznikla čs. radioreléová stanice RDV-68 „HORA“ pracující v kmitočtovém rozsahu 630 až 720 MHz s průměrným výkonem vysílače 2 W (impulsním 40 W). Umožňovala uživateli vést hovory až na osmi telefonních kanálech. Stanici tvořily dva terénní automobily Tatra 805 se skříňovou karoserií, jeden se stanicí a stožárem, druhý s dvěma elektroagregáty a anténním příslušenstvím. Sama stanice byla osazena ještě německými elektronkami z doby války. Ač byla v roce 1955 let zavedena do výzbroje armády, pro náročnost obsluhy a značnou poruchovost byla od samého počátku neperspektivní.

##### Radioreléová stanice RDS-66 (RDS-66M) „DUHA“
Perspektivní se na poměrně dlouhou dobu stala střední čtyřkanálová radioreléová stanice RDS-66 „DUHA“ pracující na decimetrových vlnách (v kmitočtovém rozsahu 360 až 390 MHz), dílo vývojového kolektivu Josefa Ženíška, zavedená do výzbroje čs. armády v roce 1957. Jejím primárním určením bylo zajištění bezdrátového telefonního spojení pro místa velení mezi stupni armáda – divize a divize – pluk, používala se také pro další speciální úkoly. Pro zvětšení počtu vedených telefonních hovorů a dálnopisných relací se v provozu využívala se zařízeními nosné telefonie (NOT) a tónové telegrafie (TOT). Čs. průmysl zahájil sériovou výrobu stanice RDS-66 v podniku Tesla Praha, Hloubětín, jehož část se do budoucna specializovala na vývoj a výrobu radioreléových stanic (později v něm vznikla divize radioreléových zařízení).
Radioreléové soupravy RDS-66 se v počtu tří stanic na zásobovací a opravárenské základně spojovacího vojska v Hradci Králové zabudovávaly do snížené skříňové karoserie terénních automobilů Tatra 805. Zpočátku měl komplet soupravy dvě vozidla Tatra 805, v jednom zabudované stanice, druhý pro pobyt a život osádky tvořené dvěma až třemi muži. V dalším bylo z úsporných důvodů druhé vozidlo zrušeno. První stanice „DUHA“ z let 1956–1957 především nahrazovaly německé kořistní stanice DMG 7K „MICHAEL“. Stanice se rychle zaváděla do jednotek spojovacího vojska. Po nějaké době byla modernizována na typ RDS-66M a ve výzbroji ČSLA vydržela až do 80. let. Rozsah výroby byl značný, celkem bylo vyrobeno kolem 1700 stanic daného typu.

##### Radioreléové stanice RDM-6 a RDM-12
Sedmdesátá léta minulého století znamenala v radioreléových komunikacích ČSLA příchod generačně nových, na svoji dobu vskutku moderních stanic čs. konstrukce RDM-6 a RDM-12 vyvinutých pod přímým řízením Výzkumným ústavem 060, opět v podniku Tesla Praha, Hloubětín. Byť byly nové stanice (jak to odpovídalo tehdejší době) stále ještě analogové, přinesly řadu inovativních systémových a technických řešení. Jejich vývoj si vynutily nové systémové požadavky, zejména nutnost spolehlivého utajení obsahu přenášených informací a schopnost kvalitního přenosu dat nastupujících prostředků počítačové techniky. Zkoušky prototypů radioreléové soupravy RDM-6 byly ve VÚ 060 ukončeny v listopadu 1970.
Stanice pracovaly v pásmech VKV a UKV. Ty byly rozděleny do tří kmitočtových úseků - A s kmitočty 60 - 120 MHz, B s kmitočty 120 - 240 MHz a C 240 - 480 MHz. V každém pásmu bylo k dispozici 600 kanálů (v pásmu A s rozestupem 100 kHz, v pásmu B 200 kHz a v pásmu C 400 kHz). Tento počet byl teoreticky naddimenzovaný, ale vzhledem k omezené selektivitě přijímačů, se někdy jen těžko hledaly volné kanály. Navíc pásmo A se v mírových podmínkách nepoužívalo (kolize s civilními zařízeními).
Radioreléové stanice RDM-6 a RDM-12 byly určeny pro zajištění spolehlivého vícekanálového spojení na operačních a operačně-taktických stupních velení. Stanice pracovaly s kmitočtovou modulací, ovšem výsledný signál byl vytvořen ze šesti (RDM 6), resp. dvanácti (RDM12) telefonních kanály, namodulovaných na pomocných nosných počínaje 16 kHz, se vzájemným odstupem 4 kHz, pomocí amplitudové modulace s potlačenou nosnou a jedním postranním pásmem (SSB). Vlastní modulační proces probíhal třístupňově - nejprve se vytvořily tzv. předskupiny po 3 kanálech, ty se ve druhém stupni modulovaly na různé kmitočty s rozestupem 12 kHz a tím vznikla tzv. invertovaná základní skupina. Z té se ve třetím modulačním stupni teprve získávala základní skupina 16 - 64 kHz, resp. 16 - 40 kHz. Signalizace byla přiřazena jako tzv. nadhovorová k jednotlivým účastnickým kanálům na kmitočtu 3825 Hz. Ke vzniklé skupině se nakonec přidal služební kanál (v základní kmitočtové poloze 300 - 3400 Hz) a tzv. pilotní signál 16 kHz. Tento poněkud komplikovaný postup umožňoval pouze kombinací standardních modulů, vytvořit systémy se třemi, šesti, dvanácti a teoreticky i 24 účastnickými telefonními kanály. Stanice při provozu na místě tedy zajišťovaly současné přenosy na šesti (RDM-6) nebo dvanácti (RDM-12) účastnických a jednom služebním kanálu. 
Provozovaly se jako koncové, retranslační nebo uzlové stanice. Jejich součástí byly soubory zařízení nosné telefonie SNT-6 nebo SNT-12 vyráběné v Maďarsku a dodávané podnikem Tesla Pardubice. Zajímavé bylo i to, že tyto soubory byly univerzální a umožňovaly i kabelový provoz při instalaci v zařízeních NOT PSU 70 a NOT 76. Při kabelovém provozu se používal druhý pilotní signál na kmitočtu 64 kHz, který automaticky nastavoval kmitočtovou korekci. 
Stanice RDM-6 byla jednovozidlová, zabudovaná ve skříňové karoserii sovětského terénního automobilu ZIL-131 doplněném o přívěs s agregátem, Stanice RDM-12 byla zabudovaná ve skříňové karoserii dvou čs. terénních automobilů Praga V3S. Zvláště stanice RDM-12 poskytovala na svou dobu neobvyklý komfort ubytování posádky. Původně šestičlenná (později jen pětičlenná) posádka měla ve voze B čtyři závěsná lůžka, elektrický vařič, naftové topení a prostor pro uložení výstroje.
Nedořešená byla otázka delšího pobytu na (obvykle) osamoceném a obtížně dostupném stanovišti. Zásoby pohonných hmot (nafty i benzínu), vody i potravin byly omezené a možnosti dovozu byly až na stupni rota. Ta byla ale obvykle "roztažená" na 200 - 300 km.
Díky velmi dobře vyřešeným skládacím stožárům, trvala výstavba stanice kolem třiceti minut a po naladění pracovala velmi spolehlivě. Použitá kmitočtová ústředna byla sice z dnešního pohledu primitivní, ale svoji úlohu plnila. Na oba stožáry se vždy montovaly antény pro pásma B i C, i když vždy nebyla jedna využita. Zvedání stožáru i otáčení antény se provádělo jednoduše klikou ze země, pomocí řetězového převodu.
Vlastní vysílač se skládal ze tří bloků - zdroj, kmitočtová ústředna a vysílač- přijímač (podle kmitočtového pásma - A,B, nebo C). V přístrojovém voze bylo možno uložit celkem 12 bloků. Obvykle tři zdroje, tři kmitočtové ústředny, dále po dvou vysílačích - přijímačích pro pásma B a C, jeden blok pro odkládání vík a kabelů a obvykle jeden vysílač-přijímač pro pásmo A. Jeho význam byl ale jen symbolický, protože logaritmicko - perriodická anténa pro pásmo A se obvykle nevozila. 
V roce 1976 bylo dosaženo 100% naplněnosti spojovacího vojska plánovanými počty radioreléových stanic RDM-12. Těmito stanicemi se přezbrojovala i stálá radioreléová stanoviště ČSLA vybavená sovětskými radioreléovými stanicemi R-400M. V roce 1977 byly radioreléové prostředky ČSLA sjednoceny, což umožnilo snadné připojování polních mobilních stanic k stacionárním pomocným spojovacím uzlům stálé radioreléové sítě.
O rozsahu výroby a dodávek svědčí skutečnost, že ještě ke konci roku 1990 mělo spojovací vojsko k dispozici 350 souprav RDM-6 a 268 souprav RDM-12 reálně zajišťujících spojení po radioreléových trasách.
Poznamenejme ještě to, že kromě hlavního výrobce a dodavatele – hloubětínské Tesly, se na výrobě souprav podílela řada subdodavatelů z čs. a maďarského elektronického a strojírenského průmyslu. Kromě základního přínosu pro armádu pomohl vývoj a výroba uvedených typů radioreléových stanic zainteresovaným průmyslovým podnikům osvojovat nové technologie a značně zvýšit kvalitativní úroveň provozně a odolnostně náročných výrobků vojenské elektroniky jako předpoklad úspěšného řešení dalších náročných vývojových a výrobních programů nedaleké budoucnosti.

##### Stacionární radioreléová stanice SRRD-8000 „TEMPO“
Dosud nebyla zmíněna souprava plně digitalizované stacionární radioreléové stanice programu budování stálé radioreléové sítě ČSLA s kódovým názvem „TEMPO“. Prvním krokem bylo zpracování počátečního zadání již na počátku 80. let 20. století. Rychlý technologický rozvoj tehdejší doby si vynutil řadu změn v koncepčním záměru a přípravě náročného programu značného rozsahu. Bylo nutné definovat a vypracovat koncepci komplexního celoúzemního komunikačního systému zajišťujícího připojení všech míst dislokace vojsk AČR. To kromě přenosových prostředků (vysílací a přijímací části) zahrnovalo zařízení pro hierarchické plesiochronní multiplexování s časovým dělením traktů a okruhů, anténní systémy určené k budování na věžích územních terénních dominant, systém pro dohled, správu a řízení, atd.
První fáze výzkumu proběhla v roce 1989, druhá fáze pak 1990. Výzkum byl zaměřen na řešení zejména klíčových komponent – mikrovlnných zesilovačů, modulačních obvodů, adaptivních anténních systémů, komponent systémového a síťového managementu. Kromě hlavního řešitele – TESLA Praha a.s., se na něm podílel Výzkumný ústav telekomunikací Praha (dnes TTC Telekomunikace, s.r.o.) v části multiplexních zařízení, Tesla Blatná v části mikrovlnných obvodů, Ramet Kunovice v části parabolických antén a Konštrukta Trenčín (dnes Konštrukta-Industry Trenčín) v části anténního rotátoru. 
Po zpracování a schválení příslušného vojenského, technického a ekonomického rozboru byl v Tesle Praha (Hloubětín) zahájen vývoj radioreléové stanice pod typovým označením SRRD 8000 (stac.) „TEMPO“ umožňující digitální přenosy informací velkými přenosovými rychlostmi. Probíhal v letech 1991 až 1995. Vývoj byl jednoznačně orientován na koncept hierarchie multiplexních zařízení s impulsní kódovou modulací (PCM) dle mezinárodních standardizačních doporučení ITU-T. Týkal se především základních bloků radioreléové stanice: Přijímacího/vysílacího zařízení pro různé provozní sestavy s přenosovou rychlostí 8448 kbit/s a souvisejících parabolických antén (o průměru 0,9 a 1,7 m), bloku koncových zařízení se zásuvnými moduly multiplexu 2. řádu, včetně jednotek pro optické a metalické linkové zakončení, generátoru synchronizačních kmitočtů, digitálního přepojovacího pole 32 {\displaystyle \times } 32 skupinových traktů E1, přepojovače služebních okruhů a flexibilního multiplexu PCM 1. řádu pro různé typy analogového a digitálního zakončení. Relativně samostatnou součástí byl vývoj aplikačního softwaru počítače pro dálkové řízení a dohled (v samostatné lokální síti řídících jednotek všech bloků radioreléových stanic). Souběžně bylo vývojově řešeno i typové, tzv. projektové příslušenství pro konfigurování různých sestav uzlových nebo koncových stanic sítě.
Stavebnicová konstrukce stanice umožňovala její použití pro 8, 32, 64 a 128 kanálů. Od roku 1990 začala ve stálé radioreléové síti nahrazovat provozované stanice RDM-12 a RDM-6. Prototyp stanice „TEMPO“ z roku 1994 umožnil provést v dalším roce 1995 na zkušební trase Praha-Dejvice – Petřín – Javorová skála – Tábor vojskové zkoušky, jejichž kladný výsledek byl podmínkou pro zavedení stanic do provozu v AČR. Jedním z důležitých výsledků vojskových zkoušek bylo doporučení pokračovat ve vývoji a zajistit zvýšení přenosové rychlosti na 34 368 kbit/s (vývoj proběhl v roce 1996). Po zahájení sériové výroby v Tesle, akciové společnosti Praha, se uskutečnila  montáž prvních 21 stanic na vybraná stanoviště. Postupně se vybudovalo přes třicet stacionárních radioreléových uzlů na vrcholech územních terénních dominant v objektech, které jsou dílem vlastněny ministerstvem obrany (jako je nejznámější v Praze na Petříně), dílem jsou ve vlastnictví jiných subjektů (např. na Klínovci v Krušných horách). Vzniklo tak významné infrastrukturní přenosové prostředí pro stálou vojenskou spojovací síť (SVSS) ministerstva obrany/Armády České republiky.
Výzkumný ústav 060 hrál důležitou roli v řídící, koordinační a expertní činnosti po celou dobu vývoje, výroby a zavádění technických prostředků programu „TEMPO“ do čs. armády. Podílel se i na vlastním vývoji, např. systému dohledu a řízení a odpovídajícího aplikačního softwarového vybavení (v navazujícím projektu „VELÍN“).
Program vývoje, výroby a zavádění systému „TEMPO“ se stal i významným faktorem osvojení nových digitálních přenosových technologií českým elektronickým průmyslem a jeho schopnosti komplexně zajišťovat dodávky složitých systémů pro resort obrany.
Radioreléové stanice SRRD 8000 (stac.) stále tvoří síťovou strukturu s vysoce propustnou konektivitou zajištěnou přes stálé radioreléové uzly (SRRU) a stálé koncové radioreléové stanice (SKRRS) až do posádek a dalších dislokačních míst AČR. V dalších obdobích (léta 2002 až 2004 a dále) se realizovala optimalizace stálé radioreléové sítě tak, aby držela krok s novými podmínkami a požadavky.

### Přechod k prostředkům nových generací radioreléových komunikací

#### Digitalizované radioreléové stanice pro polní komunikační systém
Nová kapitola v historii čs. radioreléových komunikací se však začala psát až vývojem digitálních radioreléových stanic pro polní komunikační systém Armády České republiky. Digitalizované či digitální radioreléové stanice se používají k vytváření digitálních spojů (přenosových tras) v rozsazích pracovních kmitočtů odpovídajících zpravidla kmitočtovým pásmům NATO I (225–400 MHz) a NATO III (1350–2000) MHz pro přenos digitálních informací s odpovídajícím počtem kanálů potřebnými vysokými rychlostmi. V terénu umožňují rychlé rozvinutí a uvedení do provozního stavu k zajištění spolehlivých dvoubodových přenosů (nebo přenosů z jednoho bodu do více bodů v sektoru) se schopností rychlé obnovy komunikací po výskytu poruch. Zpravidla mají pokročilý konfigurační management se značnými možnostmi manévru s pracovními kmitočty. Velký důraz se klade na vlastnosti zajišťujícími ochranu proti průzkumu a rušení.
Digitalizované taktické radioreléové stanice, spolu s taktickými uzlovými přepojovači digitálních okruhů (s nimiž jsou plně kompatibilní), jsou základními prvky nového polního komunikačního systému AČR zajišťujícími činnost velitelů a štábů brigád (brigádních úkolových uskupení) a praporů (praporních úkolových uskupení) v jejich místech velení. Jejich vývoj se uskutečnil podle zadání (TTP) a pod přímým řízením a koordinací Výzkumného ústavu 060 Praha v podniku Tesla Praha, Hloubětín od roku 1995, po náročných zkouškách byla v témž podniku zahájena sériová výroba.

##### Radioreléové stanice RR-300 a RR-1600 „RACEK“
Radioreléové stanice RR-300 a RR-1600 s kódovým názvem „RACEK“ jsou dvěma verzemi společného rádiového a konstrukčního řešení digitalizované radioreléové stanice nové koncepce. Jsou určeny k vytváření digitálních radioreléových spojů (tras) na stupních velení brigáda nebo brigádní úkolové uskupení (BÚU) a prapor nebo praporní úkolové uskupení (PrÚU). Včleňují se také do sestavy vyšších typů komunikačních a informačních modulů míst velení (KIM) strukturovaných podle potřeb nadcházející mise. Pracují v kmitočtových pásmech 225–400 MHz a 1350–1850 MHz s přenosovými rychlostmi a rozhraními odpovídajícími dřívějším vojenským standardům EUROCOM a mezinárodním doporučením ITU-T. Kromě uživatelských kanálů zajišťují i služební kanály pro operátory, správu a řízení. Mají pokročilý systém interní diagnostiky a možnost připojení na dohledovou síť. K snadné konfiguraci přispívá použití speciálního plnicího zařízení pro zavádění potřebných druhů provozních údajů do stanice.
Vysoký stupeň odolnosti proti působení prostředků elektronického boje protivníka (rádiovému průzkumu a rušení) se zajišťuje automatickým adaptivním řízením vysílacího výkonu, možností rychlého přelaďování na přednastavené kmitočty, korekčním kódováním metodou FEC aj.

##### Radioreléová stanice RR-2200 „POSEL“
Malá radioreléová stanice RR-2200 (RR-2202) s kódovým názvem „POSEL“ je určena k vytváření jednoduchého radioreléového spoje na nižších taktických stupních velení, typově v místě velení (velitelském vozidle) na stupni rota nebo rotní úkolové uskupení (RÚU). Včleňuje se také do sestavy nižšího typu komunikačního a informačního modulu (KIM) s ohledem na přidělený bojový úkol jednotky. Stanice pracuje v kmitočtových pásmech 2025–2070 MHz a 2200–2245 MHz s nominální přenosovou rychlostí traktu 2048 kbit/s (rádiová bitová rychlost 2468 kbit/s).
Většina dalších vlastností a uživatelských možností je s určitými omezeními shodná či obdobná s vlastnostmi a možnostmi stanic RR-300 (RR-1600) „RACEK“.

### Taktické uzlové přepojovače/směrovače s inovacemi pro polní komunikační systém
Funkční uživatelské možnosti a technické vlastnosti sítí polního komunikačního systému jsou v základě dány způsobem řešení a vlastnostmi prvků, které zajišťují přepojování okruhů a směrování dat v uzlech sítí. Rozvoj uzlových přepojovacích a směrovacích zařízení pro nový polní komunikační systém (PKS) Armády České republiky podle koncepce vypracované Výzkumným ústavem 060/Vojenským technickým ústavem elektroniky Praha zaznamenal a dále zaznamenává řadu vývojových stádií s tím, že každý nový přírůstek představuje významné inovační kroky.
Základní komponenty přepojovacích a směrovacích prvků pro uzly sítí PKS tvořily rodinu taktických digitálních přepojovačů DTP-100, DTP-40 a DTP-10, ke kterým postupně přibyly následné modifikace. V přenosové části přepojovací a směrovací prvky řady DTP navazují na parametry a funkční schopnosti digitálních radioreléových stanic RR-300, RR-1600 a RR-2200, s kterými společně tvoří jádro přístupových, tranzitních, případně dalších provozoven spojovacích uzlů PKS, jakož i komunikačních a informačních modulů (KIM) v různých, uživatelsky volených sestavách.
Jednotlivé typy přepojovačů/směrovačů řady DTP/DTPS, včetně postupně doplňovaných novějších modifikací, se od sebe vzájemně odlišují především počty různých účastníků (připojovaných účastnických koncových zařízení) a počty meziuzlových propojovacích spojů v sítích. To souvisí s hierarchickým nasazováním jednotlivých typů prvků na odpovídajících stupních velení. To však nevylučuje možnost tvorby nehierarchických sítí striktně plošného charakteru se stejnolehlými a rovnocennými uživatelskými stanicemi. Vzhledem ke koncepční jednotnosti typů je mnoho uživatelských možností, jakož i funkčních vlastností a technických řešení shodných či obdobných.
Nejvýznamnějšími inovačními opatřeními v nových modifikacích taktických digitálních přepojovačů řady DTP jsou systémově-technická řešení pro doplnění dvou původních základních režimů provozu – digitální sítě s integrovanými službami ISDN dle ITU-T pro hovor a data (BRI 2B+D a PRI 30B+D) a provozu dle vojenských standardů pro rozhraní a protokolové steky EUROCOM D/1 nebo NATO STANAG 4206 – o služby vedení hovoru po síťovém protokolu IP (VoIP) a datové služby sítí IP. Tím se plní jeden ze základních požadavků koncepce síťově podporovaných schopností NNEC (NATO Network Enabled Capability), včetně národní koncepce NEC v národních ozbrojených silách ČR, a rovněž standardizačního programu v oblasti taktických komunikací pro období po roce 2000 (TACOMS Post 2000).
V českém obranném průmyslu se vedoucí organizací pro vývoj, sériovou výrobu a dodávky přepojovacích a směrovacích zařízení PKS do AČR stala společnost TTC TELEKOMUNIKACE, s.r.o., Praha.

#### Přepojovač DTP-100 s následnými verzemi
Taktický digitální přepojovač DTP-100 s dalšími verzemi DTP-100M1, DTP-100P (T) a zejména přepojovač/směrovač DTPS-100, DTPS-100P-G2 (T-G2) jako základní prvky pro výstavbu PKS v části uzlových komunikací zajišťuje přepojování provozu účastnických koncových zařízení a sítí různých typů a generací, typově v mobilní přístupové/tranzitní provozovně stupně brigáda (či BÚU), nebo komunikačním a informačním modulu KIM-100. Zajišťuje služby sítí pro dřívější typy analogových zařízení (MB, ÚB, AUT), nová zařízení digitálních sítí, hovorové a datové služby pro služby na bázi ISDN a rozhraní CNRI pro připojení a provoz s taktickými rádiovými stanicemi VKV a KV kmitočtových rozsahů. Ve verzi přepojovače/směrovače řeší problém migrace od sítí s provozem ISDN k sítím s provozem podle síťového protokolu IP, včetně služby hovor po IP (VoIP) a dalšího rozvoje v duchu konceptu „vše po IP“ (All-over-IP).

#### Přepojovač DTP-40 s následnými verzemi
Taktický digitální přepojovač DTP-40 s dalšími verzemi, zejména přepojovač/směrovač DTPS-40 jako základní prvky pro výstavbu PKS v části uzlových komunikací zajišťuje přepojování provozu účastnických koncových zařízení a sítí různých typů a generací, typově v mobilní přístupové/tranzitní provozovně stupně prapor (či PrÚU), nebo komunikačním a informačním modulu KIM-50. Zajišťuje služby sítí pro až 16 účastníků s dřívějšími typy analogových zařízení (MB, ÚB, AUT), nová zařízení digitálních sítí, až osm účastníků s hovorovými a datovými službami na bázi ISDN a jednoho nebo dva účastníky s rozhraním CNRI pro připojení a provoz s taktickými rádiovými stanicemi VKV a KV kmitočtových rozsahů. Na dálkové straně má možnost připojení k až dvěma širokopásmovým spojům 2048 kbit/s (dle ITU-T G.703) a k až dvěma spojům 256 kbit/s (dle STANAG 4206). Většina dalších uživatelských možností, jakož i funkčních vlastností je shodná či obdobná jako u DTP-100 (DTPS-100).

#### Přepojovač DTP-10 s následnými verzemi
Taktický digitální přepojovač DTP-10 s dalšími verzemi, zejména přepojovač/směrovač DTPS-10 je nejmenším členem rodiny zařízení řady DTP (DTPS). Zajišťuje přepojování provozu účastnických koncových zařízení a dálkových spojů v malých sítích, typově ve velitelském vozidle stupně rota (či RÚU), nebo komunikačním a informačním modulu KIM-10 při decentralizovaně vedené bojové činnosti malých jednotek, často rozptýlených na větších plochách v terénu.

### Nové polní telefonní přístroje
V rámci programů vývoje českých národních vojenských rádiových stanic se z iniciativy průmyslového podniku dočkaly významné inovace i polní telefonní přístroje. Jejich vývoje a výroby se za součinnosti s VTÚE Praha ujal současný nejvýznamnější výrobce národních vojenských rádiových stanic, organizace DICOM, spol. s r. o., Uherské Hradiště. Při vývoji analogového a digitálního polního telefonního přístroje racionálně zohlednil tradiční funkce a vlastnosti s požadavky na nové uživatelské možnosti v přenosu hovoru a dat v rámci PKS AČR.

#### Analogový polní telefonní přístroj TPA-97
Analogový polní telefonní přístroj TPA-97 se může provozovat v základních tradičních telefonních režimech – místní baterie (MB), ústřední baterie (ÚB) a klasické automatické telefonní ústředny (AUT). Umožňuje uskutečňovat jak tónovou, tak i impulsní volbu. Je, mimo jiné, plnohodnotnou, ovšem podstatně vylepšenou náhradou historického polního telefonního přístroje TP-25 a jiných obdobných dřívějších přístrojů své doby. Vyznačuje se mnoha nadstandardními odolnostními parametry a uživatelskými vlastnostmi. Mezi ně patří například paměť na deset předvolených telefonních čísel a paměť posledního volaného čísla. TPA-97 je možné použít k dálkovému ovládání rádiové stanice po telefonním vedení. Číselnice TPA-97 má 16 tlačítek a umožňuje tak volbu účastnického telefonního čísla i operativní používání předvoleb.

#### Digitální polní telefonní přístroj TPD-97
Základem pro vývoj digitálního polního telefonního přístroje TPD-97 byl původně vojenský standard EUROCOM/EES. V souladu s ním je analogový hovorový signál digitalizován pomocí adaptivní delta modulace. K tomu poznámka: V současnosti má podnik DICOM zvládnutou progresivní, vokodérovou technologii digitalizace hovorového signálu (MELP, použita v personální rádiové stanici PR20) standardizovanou v NATO. Vyvinutý TPD-97 byl vojensky odolnou verzí telefonního přístroje poskytujícího uživateli funkce dle standardu Euro ISDN přes rozhraní S0 (2B + D), jak v režimu místní (MB), tak i ústřední (ÚB) baterie. Má v sobě vestavěný terminálový adapter pro přenos dat. Umožňuje připojení počítače, nebo jiného datového zařízení, přes standardní sériové rozhraní RS232C pro datové přenosy rychlostmi do 38,4 kbit/s při současném přenosu hovoru a dat. Zajišťuje využívání velkého souboru doplňkových služeb a uživatelských vlastností. 
Rozšíření možností na pokrytí koncepce „hovor po IP“ (VoIP) zajišťuje podnik DICOM samostatným přídavným modulem RIP23 (VoIP SIP Gateway).

### Vybrané rádiové stanice pro polní komunikační systém
Spojení v systému taktických rádiových komunikací (STRK, viz níže) PKS AČR zajišťují převážně vojenské rádiové stanice tuzemské výroby, jejímž reprezentantem je DICOM, společnost s r. o. Uherské Hradiště, dceřiná organizace MESIT holding a. s. Uherské Hradiště, zaměřená na vývoj a výrobu komunikační, navigační a další elektroniky pro AČR, Policii ČR a speciální výrobu.

#### VKV rádiové stanice řady RF 13
Nejrozsáhlejší oblastí vývoje a dodávek rádiových stanic do AČR se staly rádiové stanice řady RF 13 pro kmitočtové pásmo velmi krátkých vln (VKV), které pracují klasicky na jednom pevném pracovním kmitočtu (dokud se ručně nepřeladí). Jsou to spolehlivé, klimaticky a mechanicky odolné komunikační prostředky od kategorie malé a lehké ruční stanice RF 1301 s výkonem 1 W, přes větší přenosné stanice RF 1305 s výkonem 5 W, až po sestavy poměrně rozměrných a těžkých vozidlových stanic RF 1325 s výkonem 25 W a RF 1350 s výkonem 50 W zajišťující hovorové a datové komunikace v polních podmínkách. Historie vývoje rádiových stanic této řady sahá poměrně dosti do minulosti, kdy se ve Výzkumném ústavu pro sdělovací techniku (VÚST) A. S. Popova, v Praze-Braníku pracovalo na rádiové stanici s kódovým názvem „RADMILA“. Na tu se pak navázalo, nejdříve ve společnosti MESIT a pak DICOM při vývoji řady RF 13. Systémové a technické řešení stanic uvedené řady umožňuje s příslušnými doplňkovými jednotkami propojování účastníků rádiových sítí s účastníky telefonních sítí. Řada RF 13 pracuje v obvyklém kmitočtovém rozsahu NATO 30 až 88 MHz a i jinak splňuje požadavky standardu STANAG 4204. Rychlosti přenosu dat dosahují nominální hodnotu 16 kbit/s.
Pro překonání omezení daných šířením rádiových vln v silně členitém terénu je řada RF 13 vybavena speciální sestavou retranslačního stanoviště AR13.1.
Rádiové stanice řady RF 13 se dodávají do AČR převážně s cílem zástavby do velitelských vozidel a mobilních provozoven PKS. Výběr typů rádiových stanic pro zástavby do mobilních prostředků se řídí vlastními pravidly a přístupy tak, aby se respektovaly specifické podmínky provozu více rádiových stanic (tzn. i více antén na vozidle) s možnostmi vzájemného ovlivňování (vlastního rušení provozu).

#### KV rádiové stanice R-150S
PKS počítá i s používáním krátkovlnných (KV) rádiových stanic, jednak v uzlech KV rádiového přístupu pro spojení na velké vzdálenosti a také při zajišťování vazby KV rádiových sítí na stacionární komunikační sítě. I v KV rádiových sítích je možné propojovat jejich účastníky s účastníky telefonních sítí.

#### Nové směry dalšího rozvoje rádiových stanic
Další rozvoj pokračoval cestou vhodné symbiózy vývoje jednak podle zadání (VTÚE Praha) na základě potřeb spojovacího vojska, a pak také na základě firemní iniciativy společnosti DICOM. Tak byla na jedné straně vyvinuta personální rádiová stanice PR20 jako individuální prostředek pro hovorové a datové spojení, například na nejnižší taktické úrovní, na druhé straně pak zahájen vývoj řady patřící již do kategorie tzv. softwarově definovaných rádiových stanic s vlastnostmi mnohopásmových mnohoúčelových a mnohorežimových prostředků (tzv. 3M), v mnohém přizpůsobitelných konkrétním potřebám provozu přímo uživatelem. Spolu se systémem ruční rádiové stanice RF1302 a vozidlové rádiové stranice RF13250 je to cesta nástupu nové generace prostředků pro rádiové komunikace v AČR. Jako samozřejmé se již bere slučitelnost nových prostředků s dřívějšími.
Spoluprací podniku DICOM s dlouhodobě tradiční a prestižní německou společností Rohde & Schwarz GmbH & Co. KG vznikla řada rádiových stanic R150M se značnou šíří kmitočtových pásem tak, aby pokrývaly kmitočtové rozsahy KV a VKV/UKV rádiových vln a mohly být optimalizovány s ohledem na konkrétní podmínky provozu a nasazení v AČR. Zavedením rádiových stanic řady R150M se stala možnou ochrana proti průzkumu a rušení pomocí metody kmitočtových skoků (FH) ve všech pokrývaných kmitočtových rozsazích. Základní parametry stanic odpovídají příslušných standardům NATO (STANAG) a ozbrojených sil USA (MIL-STD), což zajišťuje potřebný stupeň slučitelnosti v provozu.

##### Rádiová stanice R150MP
Přenosná rádiová stanice má rozšířené kmitočtové rozsahy – přijímače 1,5 až 512 MHz, vysílače 1,5 až 108 MHz a je určena pro vojáky nižších taktických stupňů, kteří plní své bojové úkoly mimo vozidla. V pásmu VKV pracuje s maximálním vysílacím výkonem 10 W, v pásmu KV až 20 W. Rychlost přenosu dat je v pásmech VKV/UKV volitelná v rozmezí 16 až 72 kbit/s, v pásmu KV v rozmezí 75 až 3600 bit/s.

##### Rádiová stanice R150M1
Vozidlová stanice s širokým kmitočtovým rozsahem 30 až 512 MHz (přijímač i vysílač) při provozu na KV s vysílacím výkonem odstupňovaným od 1 do 50 W, při provozu na VKV 10 / 50 W, pro nasazení na stupních brigáda (BÚU) a níže ve všech druzích vojsk a služeb. Rychlosti přenosu dat jsou stejné jako u R150MP.

##### Rádiová stanice R150M2
Rovněž vozidlová stanice je odvozenou verzí stanice R150M1 lišící se zejména doplněným zesilovačem výkonu pro pásmo KV, který zajišťuje maximální vysílací výkon 150 W, k tomu také vysílací anténní ladící jednotkou.

##### Rádiová stanice R150M3
Vozidlová stanice je konstrukčně přepracovanou verzí stanice R150M2 pro provoz především v pásmu KV tak, aby představovala kompaktní celek. KV výkonový zesilovač je integrován v jednom modulu, který pojme i přijímač/vysílač rádiové stanice a umožňuje vypustit výkonový zesilovač pro pásma VKV/UKV. Jsou doplněny i další uživatelsky přínosné funkce.

#### Systém rádiových komunikací RF20
Systém RF20 je tvořen ucelenou, funkčně provázanou řadou moderních ručních a vozidlových rádiových stanic umožňujících zajistit provoz se základním stupněm utajení přenášených informací a ochrany provozu proti průzkumu a rušení v náročných podmínkách současného bojiště. Svým provedením jsou to stanice s vlastnostmi 3M, provozně slučitelné s řadou rádiových stanic RF13 a systémem rádiových komunikací RF40.
Základní zařízení systému rádiových komunikací RF20 tvoří jedna ruční a jedna vozidlová rádiová stanice.
Ruční rádiová stanice RF23 se základním utajením a ochranou provozu proti průzkumu a rušení je určena pro taktické rádiové komunikace na nižších stupních velení s důrazem na malý zajímaný objem, nízkou hmotnost a spotřebovanou elektrickou energii. Pracuje v kmitočtovém rozsahu 25 až 146 MHz s vysílacím výkonem do 5 W, na pevném pracovním kmitočtu nebo v režimu kmitočtových skoků. Zajišťuje datové komunikace se síťovým protokolem IP a s vestavěným přijímačem systému zjišťování polohy GPS umožňuje provoz aplikace průběžného sledování polohy vlastních vojsk jako obdobu aplikace BFT (Blue Force Tracking) či NFFT (NATO Friendly Force Tracking).
Vozidlová rádiová stanice RF2350 se od ruční stanice RF23 liší především vysílacím výkonem do 50 W při zachování nebo rozšíření ostatních základních vlastností a uživatelských možností.

#### Systém rádiových komunikací RF40
Systém RF40 doplněný kódovým názvem Thoroughbred (což je „Plnokrevník“) představuje v České republice první kroky k přechodu na vývoj rádiových stanic pro nové, samočinně se organizující taktické mobilní sítě typu MANET (Mobile Ad-hoc Networking) vyznačující se mimo jiné tím, že pro jejich provoz není nutné rozvinovat na bojišti žádné infrastrukturní prvky.
Rádiové stanice systému RF40 zajišťují hovorové a datové komunikace v kmitočtových rozsazích VKV/UKV 30 až 512 MHz, vícekanálový provoz, a rovněž výměnu polohových informací a navigaci pomocí tří družicových systémů GPS, GALILEO a GLONASS. Přenosy se mohou uskutečňovat jak na pevném kmitočtu, tak i v režimu kmitočtových skoků.
Je důležité poznamenat to, že u řady RF40 se činí významný krok k integraci tzv. modulů misí do rádiové stanice. Jde o možnost přidávání nových funkcí charakteristických pro plnění specifických misí danou jednotkou na bojišti. Zajišťuje to nový, vyšší stupeň flexibility ve využívání rádiových stanic v sítích různých stupňů velení. Na bázi přijaté síťové architektury s otevřenou platformou a standardním rozhraním je možné doplňovat vybrané nové aplikace.
Datové komunikace jsou možné s vysokorychlostním přenosem dat na principu sítě MANET, standardně s šířkou kanálu 250 kHz rychlostí až 270 kbit/s, volitelně s šířkou kanálu až 40 MHz a kapacitou v řádech desítek megabitů za sekundu (jako modul mise). Lze používat přenos dat podle standardu MIL-STD-188-220 s možností retranslace.
Základní zařízení systému rádiových komunikací RF40 tvoří ruční vícepásmová rádiová stanice RF40, která je jádrem systému. Pracuje v kmitočtovém pásmu 30 až 512 MHz s vysílacím výkonem 5 W (v nárazovém provozu až 10 W). Druhy signálů, s kterými se provozuje, odpovídají signálovým průběhům řad rádiových stanic RF13 a RF20, a přibývá signálový průběh WF40, charakteristický pro síť typu MANET. Díky tomu lze využívat i širokopásmové datové přenosy a vést komunikace ve více než jednom kanále. S použitím modulu mise, který zajišťuje rozhlašovací provoz na kmitočtech pásma „L“ nebo „S“, je možné stanici RF40 provozovat jako plnohodnotnou dvoukanálovou ruční rádiovou stanici.
Přidáním 50 W výkonového zesilovače pro zástavbu do vozidel, lze z ruční rádiové stanice RF40 vytvořit vozidlovou soupravu RF40V. Je samozřejmostí, že rádiovou stanici RF40 lze používat jak s výkonovým zesilovačem ve vozidle, tak i vyjmout a vynášet pro provozování bez zesilovače mimo vozidlo.

### Nové vojenské komunikace ministerstva obrany/Armády České republiky
Počátkem devadesátých let se pro vojenské komunikace a celou vojenskou elektroniku AČR objevily zcela nové možnosti. Otevřel se přístup k vyspělým západním výrobním základnám a k součástkové základně nejnovějších komunikačních a informačních technologií. Díky tomu bylo možné zahájit přechod od již nevyhovujících analogových komunikací k totální digitalizaci komunikačního prostředí v armádě. Současně s tím byla započata radikální modernizace existující stálé vojenské spojovací sítě (SVSS). Její analogové ústředny sítě nestačily zabezpečovat potřeby orgánů MO i velitelů a štábů ozbrojených sil. Běžně používané veřejné telekomunikační přenosové spoje již nezajišťovaly požadované rychlosti ani další požadavky. Jejich provoz byl navíc značně nákladný.
Prioritou v tomto období se stalo budování digitálního prostředí pro účastníky spojovacích sítí resortu obrany. Výzkumný ústav 060 / Vojenský technický ústav elektroniky Praha se v tomto procesu účastnil (podílel) na tvorbě koncepce, výběru, budování a zavádění nových, převážně zahraničních, komerčně pořizovaných systémů a zařízení, jakož i vývoji, procesu výroby a zavádění nových tuzemských prostředků.
Hlavními směry byly zahájení výstavby nových telefonních ústředen francouzského výrobce ALCATEL ALSTHOM a urychleně se pod přímým řízením VÚ 060 Praha v podniku Tesla, a.s. Praha (Hloubětín) dokončoval vývoj digitálního přenosového systému na bázi tuzemského radioreléového kompletu „TEMPO“ (viz výše), s cílem jeho praktického začlenění do stacionární spojovací soustavy. Současně ve VÚ 060 Praha probíhala naplno etapa stanovení požadavků na vývoj rodiny digitálních prostředků nového polního komunikačního systému pod označením „TAKOM“.

#### Stacionární komunikační systém
Základem nového stacionárního komunikačního systému (SKS) MO/AČR se původně stala nově vybudovaná stálá vojenská spojovací síť (SVSS) se souběžně budovanou celoarmádní datovou stí (CADS) jako nadstavbou a s podsystémy a prvky přenosového prostředí (transportní sítě) tvořené z velké části spoji (trakty) stálé radioreléové sítě na bázi kompletů radioreléových stanic TEMPO 8M/34M, zčásti spoji pronajímanými od externích provozovatelů.

##### Technické prostředky stálé vojenské spojovací sítě / Celoarmádní datové sítě
SVSS/CADS byla za spolupráce a expertní činnosti VÚ 060 Praha vybudována jako stacionární infrastrukturní digitální komunikační síť resortu MO plošně pokrývající území České republiky s uzly (ústřednami) rozmístěnými v místech vojenských posádek. Byla určena pro zajištění přenosu různých druhů informací pro strategický stupeň řízení obrany státu a velení vojskům AČR v míru a při přechodu na vyšší stupně bojové připravenosti. Spolu s připravovaným polním komunikačním systémem (PKS) AČR tvořila SVSS/CADS základ jednotné a integrované komunikační infrastruktury obrany ČR.
Síťová struktura SVSS/CADS byla vybudována na bázi robustních digitálních ústředen ALCATEL 4300L s určením pro kritické infrastruktury (později doplňována a modernizována ústřednami ALCATEL-LUCENT 4400). Kromě přenosu informací určených pro přímé využívání člověkem (telefonní a faxové komunikace) bylo úkolem SVSS/CADS zajistit datové komunikace ve prospěch automatizovaných informačních a řídících systémů MO/AČR.
Spektrum uživatelských služeb SVSS/CADS odpovídalo telekomunikačním službám zajišťovaným moderními digitálními sítěmi s integrovanými službami (ISDN). Jako speciální nadstavba SVSS/CADS v oblasti komunikačně informačních služeb se formou integrované součásti vybudoval vojenský systém zprostředkování zpráv (VSZZ) X.400-MIL poskytující vybraným uživatelům MO/AČR široký rozsah zprávových (ITU-T: X.400 a STANAG 4406) a adresářových (ITU-T: X.500) služeb.
V cílovém řešení měla síť zahrnovat do 280 digitálních ústředen ALCATEL 4300L s celkovou kapacitou kolem 90 000 účastnických přípojek různého typu. Kapacita jednotlivých ústředen se měla pohybovat od 50 do 4000 účastnických přípojek.
Vybavení ústředen umožňovalo uskutečňovat datové komunikace v režimu přepojování paketů, přepojování okruhů a po pevných vyčleněných okruzích. Vzhledem k omezené propustnosti datových komunikací zajišťovaných ústřednami ALCATEL 4300L v režimu přepojování paketů, byly v mezidobí do realizace konečného řešení vysoce propustného jádra CADS datové komunikace v uzlech s vysokou provozní zátěží řešeny formou směrovačové datové sítě se síťovým protokolem IP (internetový protokol), s využitím směrovačů Cisco Systems, na které byla orientována výstavba CADS.
Na SVSS/CADS v oblasti datových komunikací navazovaly automatizované informační systémy MO/AČR zahrnující lokální sítě (LAN) Ethernet na ústředních orgánech a velitelstvích různých stupňů, které SVSS/CADS využívaly pro dálkové datové komunikace a představovaly pro ni koncové uživatelské systémy. Dohromady tvořily rozsáhlou intersíť tvořenou kombinací sítí LAN/WAN s příslušnými intersíťovými prvky.
Přenosové prostředí pro SVSS/CADS s ústřednami ALCATEL 4300L tvořila kombinace digitálních skupinových traktů E1 (2048 kbit/s) pronajímaných od SPT Telecom s trakty E1 vojenské radioreléové sítě vytvářenými digitálními radioreléovými stanicemi SRRD 8000s (modernizovanými pro trakty hlavního jádra sítě na verzi TEMPO 34M s trakty E3 o rychlosti 34 368 kbit/s, které bylo možné demultiplexovat na trakty E1.
Resortní síť SVSS/CADS MO/AČR vybudovaná na bázi digitálních ústředen A4300L (poté též A4400), tvořila po mnoho let základ komunikačně informační infrastruktury pro řízení obrany státu a pro velení AČR v míru a při zvyšování stupňů bojové připravenosti. Pro veškerou činnost MO/AČR měla a v mnohém ještě má nezastupitelný význam. Každodenní činnost MO/AČR v době míru, udržování bojové připravenosti armády, v případě nutnosti přechod na válečný stav byl na spolehlivé činnosti, bezpečnosti SVSS/CADS a ochraně přenášených informací životně závislý. V tomto smyslu měla SVSS/CADS pro obranu státu strategický význam.
Poznámka: Pro překotně rychlý rozvoj v oblasti tvorby moderních komunikačních sítí a s tím související morální zastarávání prostředků CADS se v posledních letech budovala a zavádí se do provozu zcela nová tzv. Globální datová síť resortu obrany, která CADS nahradí.

#### Polní komunikační systém
Pro koncipování operačně taktických komunikací polního komunikačního systému (PKS) na operačně-taktických stupních velení v AČR byl použit základní organizační princip, který je prakticky ve všech moderních armádách shodný. Je to kombinace uzlových komunikací míst velení spolu s rádiovými sítěmi na stupních brigáda (BÚU) a prapor (PrÚU) a komunikací omezených na rádiové sítě na nižších taktických stupních (pod stupněm prapor či PrÚU). Na bázi uzlových komunikací a struktur rádiových sítí se vytvářejí datové sítě pro přenos digitálních informací podsystémů Operačně-taktického systému velení a řízení pozemních sil OTS VŘ PozS. V rámci uzlových komunikací vyšších stupňů velení je to operačně-taktická datová síť – uzlová (OTDS-U) představující horní část tzv. taktického internetu AČR, v rámci rádiových sítí nižších stupňů velení je to taktická datová síť – rádiová (TDS-R) představující dolní část taktického internetu AČR.
Polní komunikační systém, jako jádro komunikační infrastruktury OTS VŘ PozS AČR, zase vytváří jádro informační infrastruktury integrovaného prostředí NEC OS ČR. Základními součástmi PKS, které podporují aplikace OTS VŘ PozS (jak v části ASVŘ, tak i v části BVIS) jsou právě polní datové sítě, ať již operačně taktická datová síť – uzlová (OTDS-U), nebo taktická datová síť – rádiová (TDS-R). Tyto představují nadstavbu nad operačně taktickým komunikačním systémem (OTKS) a systémem taktických rádiových komunikací (STRK) a jsou tak velmi těsně provázány s těmito prvky infrastrukturních sítí PKS.

##### Technické prostředky operačně-taktického komunikačního systému / operačně-taktické datové sítě – uzlové
Komunikační prostředí brigády (BÚU) a praporu (PrÚU) v AČR tvoří spojovací uzly míst velení, operačně taktický komunikační systém (OTKS) a systém taktických rádiových komunikací (STRK). Spojovací uzel je součástí místa velení. Zahrnuje komunikační prostředky OTKS a STRK, rozmístěné na daném místě velení a sloužící pro jeho komunikační zabezpečení a to včetně vnitřních účastnických rozvodů hovorových komunikací i lokální datové sítě LAN.
Systém OTKS zajišťuje komunikace mezi místy velení stupňů brigáda a prapor. Jeho základem je tranzitní síť, tvořená tranzitními uzly, radioreléovými, případně i linkovými spoji mezi nimi, přípojnými spoji k místům velení, k místům velení nadřízeného a podřízených a, podle potřeb a možností, ke stálé vojenské spojovací síti (SVSS). Je určen k zabezpečení přenosu hovorů velitelů a štábů a slouží jako dálková síť WAN pro podsystémy OTS VŘ PozS. Kromě tranzitních uzlů OTKS používá přístupové uzly. Přístupové uzly míst velení jsou tvořeny přístupovými provozovnami, telefonními a datovými přepojovači, účastnickými rozvody a výbavou pracovišť obsluhy.
Systém STRK je určen k zabezpečení hovorového spojení velitelů a spolu s tím pro přenos dat v bojovém vozidlovém informačním systému (BVIS). Je tvořen rádiovými sítěmi velitelů jednotlivých stupňů, s prostředky zabezpečujícími přenos dat.
Z technických prostředků OTKS a STRK se účelově vytvářejí sestavy zabudovávané do mobilních dopravních prostředků představující výbavu provozoven míst velení, spojovacích uzlů, velitelských a bojových vozidel. Zpravidla jde o nedělitelné provozovny používané jako celek.

## Vedení organizace

### Náčelníci a ředitelé
- plukovník a později brigádní generál Ing. Josef Dvořák (1892-1960) – přednosta 21. (telegrafního) oddělení Ministerstva národní obrany (MNO) a velitel telegrafního vojska (řídil zakládání a činnost Vojenských telegrafních dílen z pozice nadřízeného orgánu předválečného MNO)[3]

- štábní kapitán a se zvyšováním vojenské hodnosti nakonec plukovník Dr. Ing. Otto Tomský – ředitel Vojenských telegrafních dílen Praha (od roku 1924 do okupace ČSR německou nacistickou armádou 1939)
- nadporučík Karel Deyl – zakladatel a vedoucí výzkumných laboratoří Vojenských telegrafních dílen Praha
- štábní kapitán Jan Racek – zakladatel a vedoucí výroby Vojenských telegrafních dílen Praha
- plukovník tech. zbroj. Jan Gebauer – náčelník Vojenského vědeckého technického ústavu Praha (od května 1945)
- divizní generál Ing. Dr. František Kolařík – náčelník Vojenského vědeckého technického ústavu Praha (květen až červenec 1945)
- generálporučík Ing. Josef Trejbal – náčelník Vojenského vědeckého technického ústavu / Vědeckého technického ústavu / Vojenského technického ústavu Praha (srpen 1945 až prosinec 1953)
- plukovník Ing. Boris Malák – náčelník Výzkumného ústavu 060 Praha (od října 1960, předtím Vojenského elektronického ústavu Praha)
- podplukovník Ing. Vladimír Slávik – náčelník Výzkumného ústavu 060 Praha
- generálmajor Ing. Oldřich Barák – náčelník Výzkumného ústavu 060 Praha
- plukovník Ing. Karel Lahodný – náčelník Výzkumného ústavu 060 Praha
- plukovník Ing. Ján Kúsek – náčelník Výzkumného ústavu 060 Praha
- plukovník Ing. František Staněk – ředitel Výzkumného ústavu 060 / Vojenského technického ústavu elektroniky Praha
- plukovník Ing. Radomil Staněk – ředitel Vojenského technického ústavu elektroniky Praha
- plukovník Ing. Tibor Cirok – ředitel Vojenského technického ústavu elektroniky Praha